# کردی اردلانی
گویش اردلانی یکی از گویش‌های زبان‌های کردی است از دسته کردی میانی (اردلانی مستقل از سورانی) که در منطقه اردلان در استان‌های کردستان، کرمانشاه و آذربایجان غربی  و اسد اباد استان همدان منطقه چهاردولی رایج است. محدوده تکلم به گویش اردلانی شهرها و روستاهای سنندج، کامیاران، دیواندره، دهگلان (لیلاخی)، مریوان، سقز (تیلکو)، بیجار و قروه در استان کردستان، روانسر و بخشهایی از شهرستان سنقر و کرمانشاه در استان کرمانشاه و تکاب و شاهین دژ در استان آذربایجان غربی  و در استان همدان در چهاردولی اسد اباد در جنوب قروه  است. زبان کردی مجموعه‌ای از گویش‌ها و لهجه‌های ویژه‌ای است که جزو گروه زبان‌های ایرانی جدید شاخه شمال غربی محسوب می‌شوند. کردی کرندی از زبان کُردی جنوبی، نزدیک‌ترین گویش از دسته گویش‌های کُردی جنوبی به گویش اردلانی از دسته مرکزی کردی است، و این گویش از محدود گویش‌های کردی جنوبی است که در اصطلاح زبان شناسان به آن (بۆ زوانی) گفته می‌شود.
بر پایهٔ منابع زبان‌شناسی معتبر، از جمله دیوید نیل مکنزی و دانشنامهٔ بریتانیکا، گویش اردلانی به‌عنوان یکی از شاخه‌های کردی جنوبی (Southern Kurdish) یا پهلوانی (Pehlewani) شناخته می‌شود. این گروه شامل گویش‌های رایج در نواحی کرمانشاه، ایلام، و سنندج است.

## مقایسه گویش اردلانی وگویش سقزیو کرمانشاهی وکرندیو کردی لکی
| فارسی      | کردی سقزی      | کردی اردلانی | کردی کرمانشاهی | کردی کرندی  | کردی لکی    |
| ---------- | -------------- | ------------ | -------------- | ----------- | ----------- |
| برای       | بۆ             | بۆچه         | ئەڕا           | بۆ/ئەڕا     | ئەڕا        |
| بسیار      | کۆڵێک/ زۆر همو | فره همکه     | فره همگ        | فره         | فره         |
| دختر       | کچ             | که‌نیشک       | دۊەت           | دۊەت/که‌نیشک | دۊەت/دت     |
| گوجه فرنگی | ته‌ماته         | تۆماتێز      | تەماتە/تاماتە  | ته‌ماته      | ته‌ماته      |
| مقدار کمی  | بڕێ            | چکێ          | بڕێ            | بڕێ         | بڕێ         |
| روستا      | دێهات          | ئاوایی دیهات | دیەکە/ئاوایی   | ئاوایی      | ئاوایی      |
| خوبی؟      | خاسی؟          | خۆشی؟/خاسی   | خاسی؟          | خاسی؟       | خاسی؟       |
| خوابیدن    | خه‌وتن          | خه‌فتن        | خەفتن          | خەفتن       | خەتن/هەتن   |
| خسیس       | سه‌قیل          | ته‌ماح کار    | تەمەح کار      | تەمەح کار   | تەمەح کار   |
| مادر       | دایک           | دایک         | دایگ/داڵگ      | دایگ/داڵگ   | داڵک        |
| مرغ        | مریشک          | مامر         | مامر           | مامر        | مامر        |
| این        | ئەمە           | ئەمە         | ئەیە           | ئەیە        | یە          |
| زبان       | زمان           | زوان         | زوان           | زوان        | زوان/زون    |
| فکر        | بیر            | بیر          | ویر/هۊر        | ویر/هۊر     | ویر         |
| الان       | ئیستا          | ئایسه        | ئیسه/ئیرنگه    | ئیسه        | ئیسکه/ئننگه |

## تقسیم‌بندی گویش‌ها و لهجه‌های زبان کردی
تقسیم‌بندی گویش‌های زبان کردی از جانب افراد مختلفی چون مستشرقین و زبانشناسان و غیر-زبانشناسان کرد و غیرکرد صورت گرفته‌است که البته این تقسیم‌بندی‌ها لزوماً هماهنگ نیستند. باسیلی نیکیتین، مارتین مارتینوس، مینورسکی و ادموندز، توفیق وهبی و غیره هرکدام گویش‌های زبان کردی را با عناوین مختلف و تفاوت‌هایی تقسیم‌بندی کرده‌اند. میرشرفخان بدلیسی در اواخر قرن دهم هجری(۱۶ م) طوایف کرد را به لحاظ آداب و رسوم و زبان به چهار دسته کورمانجی، گُوران، لکی و کَلهری تقسیم می‌کند. خزانه‌دار هم زبان کردی را به دستهٔ کورمانجی، گُوران، زازاکی و لری تقسیم می‌کند. زبیر بلال اسماعیل زبان کردی را به این صورت دسته‌بندی می‌کند.
کردی شمالی (کرمانجی): بادینانی– شمدینانی– شکاک–حکاری
کردی میانی (سورانی): سورانی–سقزی–موکریانی– اردلانی– کرکوکی–کلیایی–جافی
کردی جنوبی (کرماشانی): فیلی– ملکشاهی– زنگنه ای– کرندی– لکی– کلهری– سنجابی و…
| کردی شمالی (Kurdiya Bakûr)                                                             | کورمانجی (Kurmancî) | بُوتانی یا «بُختی» (Botanî یا Botî یا Boxtî) - شهرهای (استان شرناخ، استان ماردین، استان سرت کردستان ترکیه). - شهر زاخو (استان دهوک اقلیم کردستان عراق). 1. سَرحَدی یا «سَرحَدکی» (serhedî یا serhedkî) - مناطق مرزی شهرهای (استان بینگول یا «چُولیگ»، استان ارزروم، استان موش، استان آگری و استان قارص کردستان ترکیه). - شهر ماکو و مناطق مرزی شهرهای (استان آذربایجان غربی). 2. تُوری (Torî) - شهرهای میدیات، دارگچیت «کَربُوران»، نصیبین، ساوور «ستَور»، یشیل‌لی «ریشمیل»، عمرلی «مَهسَرت» و ماردین (استان ماردین کردستان ترکیه). - شهرهای قامشلی «قامشلو»، مالَکیه «دیرک» و قحطانیه «تِربَسپی» (استان حسکه کردستان سوریه). - عشایر «حَویرکان» در منطقه کوهستانی طور عبدین «تورابدین» ما بین شهرهای ماردین و میدیات (استان ماردین کردستان ترکیه) و باتمان «ایلِه» که به لحاظ تاریخی این منطقه «بُوتان» نامیده می‌شود. (استان باتمان کردستان ترکیه). 3. خَرزی (Xerzî) - در دشت خَرزان (Xerzan) که رودخانه‌ای به همین نام در آن جاری است و این منطقه باستانی می‌باشد (استان سیرت کردستان ترکیه). 4. سِلیوانی یا سِلیوی یا «فارقینی» (Silîvanî یا Silîvî یا Farqînî) - شهر سیلوان «میافارقین» شهری باستانی در در نزدیکی شهر دیاربکر (استان دیاربکر کردستان ترکیه). 5. قَرَژداخی (Qerejdaxî) - مناطق کوهستانی بین کوه آتشفشانی قرجه‌داغ «قَرَژداخ» (Qerejdax) در نزدیکی شهر دیاربکر (استان دیاربکر کردستان ترکیه) تا کوه آتشفشانی «سیپانی‌خَلاتی» (Sîpanê Xelatê) در نزدیکی شهر وان (استان وان کردستان ترکیه). 6. آمَدی (Amedî) (لهجه معیار کردی کورمانجی در کردستان ترکیه) - کلانشهر آمَد «دیاربکر» و حومه که پایتخت کردستان ترکیه است (استان دیاربکر کردستان ترکیه). بادینانی یا «بهدینانی» (Badînanî یا Badînî یا behdînanî یا behdînî) - شهر دهوک و حومه (استان دهوک اقلیم کردستان عراق). - منطقه حَکاری شامل (استان حَکاری، استان شرناخ و استان وان کردستان ترکیه) به همراه (استان دهوک اقلیم کردستان عراق) که به صورت تاریخی این استان‌ها «ولایت حَکاری» عثمانی را می‌ساختند. 1. حَکاری یا «شَمذینانی» (Hekarî یا Şemzînanî) - در ناحیهٔ کوهستانی شَمذینان (Şemzînan) در استان حَکاری کردستان ترکیه). 2. سورچی (Surçî) - شهرهای سُوران یا «دیانا» و شَقلاوه (استان اربیل اقلیم کردستان عراق). - شهر عقره یا «آکری» و شَقلاوه (استان دهوک اقلیم کردستان عراق). 3. شِنگالی یا «سَنجاری» (Şingalî یا Şingarî یا Senjarî) - شهرهای شیخان و سَنجار یا «شِنگال» و حومه (استان نینوا اقلیم کردستان عراق). 4. هَرکی (Herkî) - دهستان مرگور، دهستان ترگور، باراندوز ارومیه و دشت‌بیل اشنویه (استان آذربایجان غربی). - برخی مناطق (استان اربیل، استان دهوک و استان نینوا اقلیم کردستان عراق). - برخی مناطق (استان حَکاری کردستان ترکیه). 5. شِکاکی (Şikakî) - شهرهای سلماس، خوی و ارومیه (استان آذربایجان غربی). - شهر عفرین (استان حلب کردستان سوریه). - شهرهای وان و میکسه (استان وان کردستان ترکیه). - منطقه شمدینان (استان حَکاری کردستان ترکیه). - عشایر «شاواک» (Şavak) ساکن در شهر پرتک «پیرتاگ» (Pêrtag) شهرستان چمشگزک «مَلکِشی» (Melkişî) (استان تونج‌ایلی «درسیم» کردستان ترکیه) و دیگر عشایر «شاواک» کوچ‌رو و ساکن شهرهای (استان ارزنجان، استان الازیغ کردستان ترکیه). 6. بایزیدی 7. جودیکانی کورمانجی روژاوا (Kurmanciya Rojava) 1. دیرسِمی یا «دیرسِمکی» (Dêrsimî یا Dêrsimkî) 2. شادِلی (Şaddilî) 3. شینَمِلی (Sînemilî) 4. کورمانجکی (Kurmanckî) 5. رَشُویی یا «رَشوانی» (Reşoyî یا Reşwanî) 6. شیخ‌بِزِنی یا «شیخ‌بِزِنکی» (Şêxbizinî یا Şêxbizinkî) 7. اورفی یا «رِحایی» (Urfî یا Rihayî) - شهرهای (استان شانلی‌اورفه یا «رحا» کردستان ترکیه). - شهرهای (استان آدیامان کردستان ترکیه). 8. عَفرینکی (Efrînkî) کورمانجی خراسان و دیلمان (Kurmanciya Xoresan û Deylaman) 1. عمارلویی یا «آمَرانلویی» (Ameranlûyî) 2. قُوچانی (Qoçanî) 3. بجنوردی (Bocnûrdî) 4. جان‌بَگی یا مُدانلویی (Canbegî یا Modanlûyî) 5. عبدویی یا «آبدویی» (Abdûyî) کورمانجی آناتولی (Kurmanciya Anatolyayê) | کردی میانی (Kurdiya Navîn) | سُورانی (Soranî) | 1. سُورانی مُوکریانی یا «مهابادی» (Mukrî یا Mukriyanî) - شهرهای مهاباد، سردشت، اشنویه، پیرانشهر و بخش بزرگی از شهرهای میاندوآب و نقده (استان آذربایجان غربی). 1. زیرلهجهٔ سُورانی بُوکانی (Bokanî) ترکیبی فصیح از مُوکریانی و اردلانی. - در شهر بُوکان و حومه (استان آذربایجان غربی). 2. زیرلهجهٔ سُورانی سقزی (Seqizî) زیر لهجه‌ای از مُوکریانی به همراه پاره‌ای از واژگان اردلانی. (کتاب زبان‌شناسی و دستور زبان کردی لهجه سقزی. گردآورنده مصطفی کاوه) - شهر سقز (استان کردستان). 2. سُورانی اربیلی یا «سُورانی» (Hewlêrî یا Soranî) - کلانشهر اربیل و حومه (استان اربیل اقلیم کردستان عراق). 3. سُورانی خُوشناوی (Xoşnawî) - شهر شَقلاوه (استان اربیل اقلیم کردستان عراق). 4. سُورانی گَرمیانی یا «سُورانی کرکوکی» (Germiyanî یا Kerkûkî) - شهر کرکوک، خورماتو و حومه (استان کرکوک اقلیم کردستان عراق). 5. سُورانی پِشدَری (Pişderî) - شهرستان پیشدار یا «پـِشدَر» "قلعه‌دیزه یا «قلادزه»" (استان سلیمانیه اقلیم کردستان عراق) 6. سُورانی بابانی یا «سُورانی سلیمانیه‌ای» (Babanî یا Silêmanî) - شهر بانه و حومه (استان کردستان). - شهر سلیمانیه و حومه (استان سلیمانیه اقلیم کردستان عراق). 1. زیرلهجهٔ سُورانی مریوانی (Merîwanî) لهجه‌ای مشابه سورانی رایج در سلیمانیه و حلبچه. - شهر مریوان و حومه (استان کردستان). 7. وارماوایی‌ «Warmawayî» - در بخش وارماوا شهرستان حلبچه (استان حلبچه اقلیم کردستان عراق). 8. جافی (Cafî) - شهرهای جوانرود، ثلاث باباجانی و بخش‌هایی از شهرهای پاوه، سرپل ذهاب، قصر شیرین و کلانشهر کرمانشاه (استان کرمانشاه). - شهرهای حلبچه، شهرزور، سیدصادق، پنجوین و سیروان (استان حلبچه اقلیم کردستان عراق). - شهرهای دربندیخان، کلار، کفری و بخشی از شهر سلیمانیه (استان سلیمانیه اقلیم کردستان عراق). 9. سُورانی کرمانشاهی (Soraniya-Kirmaşanî) - بخش‌هایی از شهر کرمانشاه (استان کرمانشاه) 10. سُورانی خانقینی (Soraniya-Xaneqînî) - بخش‌هایی از شهر خانقین (استان دیاله اقلیم کردستان عراق) 11. اردلانی (Erdelanî - شهرهای سنندج، کامیاران، دیواندره و دهگلان (استان کردستان). - بخش بزرگی از شهرهای تکاب و شاهین‌دژ (استان آذربایجان غربی). - شهرستان روانسر و بخشی از شهر کرمانشاه در (استان کرمانشاه). 12. گَروسی یا «بیجاری» (Gerrûsî) - شهر بیجار و حومه (استان کردستان). |
| کردی جنوبی (Kurdiya Başûr)                                                             | ' کَلهری '(Kelhurî) | 1. سَنجابی (Sencabî) 2. کَلهری (Kelhurî) 3. فَیلی یا «ایلامی» (Feylî) 4. لَکی (Lekî) (مورد اختلاف) |                            |                 | |
| زازا-گُورانی (Zaza-Goranî) \| زازاکی «دِمِلی یا کِرمانجکی» (Zazakî یا Dimilî یا kirmanckî) | | |                            |                 | |
| هَورامانی (Hewramanî)                                                                   | 1. هَورامی-لُهوُنی یا «پاوه‌ای» (Hewramî-Luhonî) - شهرهای پاوه، نودشه، نوسود و دهستان دشه (استان کرمانشاه). 2. هَورامی-تَختی (Hewramî-Textî) - بخش هَورامان تَخت شهرستان سروآباد (استان کردستان). 3. هَورامی-ژاوَرودی (Hewramî-Javerudî) - دهستان ژاوَرود شهرستان کامیاران (استان کردستان). 4. هَورامی-بیسارانی (Hewramî-Bêsaranî) - دهستان بیساران شهرستان سروآباد (استان کردستان). 5. هَورامی-شیخانی (Hewramî-Şayxanî) - دهستان شیخان (پاوه) بخش نوسود شهرستان پاوه (استان کرمانشاه). 6. هَورامی-حلبچه‌ای (Hewramî-Helebceyî) - شهر حلبچه و چند دهستان (استان حلبچه اقلیم کردستان عراق). 7. هَورامی-کَندوله‌ای (Hewramî-Kendûleyî) - روستای کَندوله بخش دینور شهرستان صحنه (استان کرمانشاه). | |                            |                 | |
| گُورانی (Goranî)                                                                        | 1. باجلانی (Bacalanî) - بخش‌هایی از شهرهای گیلان غرب، سرپل زهاب و قصرشیرین (استان کرمانشاه). - بخش‌هایی از شهر خانقین (استان دیاله اقلیم کردستان عراق). - عشایر «باجلان» در بخش‌هایی از شهرستان موصل (استان نینوا اقلیم کردستان عراق). 2. شَبَکی (Şebekî) (پیرو آیین یارسان یا اهل حق) - در حومه شهر موصل (استان نینوا اقلیم کردستان عراق). 3. کاکایی یا کاکی‌ای (Kakaî یا Kakêyî) (پیرو آیین یارسان یا اهل حق) - در شهر داقوق و حومه کرکوک (استان کرکوک)، حومه خانقین (استان دیاله)، حومه اربیل (استان اربیل) و حومه حلبچه (استان حلبچه) (اقلیم کردستان عراق). - در شهر کرند غرب و غرب کرمانشاه (استان کرمانشاه). - در برخی از شهرهای (استان قزوین) و (استان مازندران)           | |                            |                 | |

در اینجا قرار دادن گویش اردلانی در دسته گویش‌های سُورانی (اربیلی و مُکریانی) مورد تردید می‌باشد و باید به آن ایراد گرفت زیرا گویش اردلانی چه از لحاظ دستوری و لغوی با سُورانی (اربیلی و مُکریانی) متفاوت است گویش سُورانی (اربیلی و مُکریانی) به پهلوی اشکانی نزدیک است در حالی که گویش اردلانی به پارسی باستان و پهلوی ساسانی نزدیک است البته تأثیراتی را نیز از زبان پارتی اشکانی و اوستا گرفته‌است.
در گویش کَلهری در ابتدای بیشتر افعال حرفی وجود ندارد و افعال بدون پیشوند هستند اما در ابتدای فعل‌ها در گویش اردلانی «ئه» و در گویش کورمانجی و سُورانی (اربیلی و مُکریانی) «د» در ابتدای فعل وجود دارد مثال:کرمانشاهی:چم (می‌روم) اردلانی: ئه‌چم (می‌روم)، سُورانی مُکریانی: ده‌روم (می‌روم) و کرمانجی (دچم) که اگر این موضوع را از لحاظ زبان‌شناسی بررسی کنیم لهجه اردلانی خیلی به پارسی باستان (هخامنشی) نزدیک تر است.
مثال‌های از فعل در پارسی هخامنشی و لهجه اردلانی:
ā-jamiyā (جا ماندن، نیامد)
ašiyava (اچی) می‌رود
adā(ادا) آفرینش، می‌دهد
agạrbiya (اگری) می‌گیرد
اشاره مستقیمی به چگونگی ساخت فعل در گویش‌های کردی می‌توان کرد. فقط به صورت تلویحی می‌توان برداشت کرد که از تک واژ مضارع ساز /da /در گویش کورمانجی (شمالی) و در سُورانی به علاوه ریشه می‌توان مضارع را ساخت در حالی که در گویش اردلانی از تک واژ / a/ استفاده می‌شوند؛ که پیشوند فعل اردلانی همانند پارسی باستان (هخامنشی) است
در کَلهری لهجه‌ها و زیر لهجه‌هایی وجود دارد که تفاوت در آن‌ها تنها بر سر طرز تلفظ واژگانی است؛ که همین مورد هم اختلاف بر سر دسته‌بندی گویش و لهجه را به وجود می‌آورد در نتیجه لهجه‌هایی مانند کُلیایی در شهر سنقر و گَروسی در شهر بیجار تأثیراتی را از لهجه اردلانی گرفته‌اند. برای مثال؛ در منطقهٔ کُولیایی سنقر و گَروس بیجار نیز مانند لهجه اردلانی سنندج به اول افعال اَ «ئه» اضافه می‌شود مانند «خوه‌م xwem” = “ئه‌خوه‌م exwem” و به همین ترتیب؛ در لهجهٔ فَیلی یا ایلامی از گویش کَلهری، “د» به اول افعال اضافه می‌شود مانند: «بوو bû“= “دوو dû” و در لَکی “مه» مانند: “خوه‌مxwem” = “مه‌خوه‌مmaxwem” که هر دو یک معنی را می‌دهند. و در برخی از ایلات لک کرمانشاه به مانند کُرمانج‌های آذربایجان و ماکو (البته بجز کُرمانج‌های خراسان) حرفهای ق و غ را به ک و خ تبدیل می‌کنند مانند خلک به‌جای خلق، کلم به‌جای قلم، کاز به‌جای غاز و باخ به‌جای باغ اما در هَورامی این اختلاف کمی پر رنگ‌تر می‌شود به گونه‌ای که اختلاف‌ها از سطح طرز تلفظ یا پسوند و پیشوند افعال به سطح اختلاف در واژه می‌رود که گاهی باعث سختی برقراری ارتباط بین دو لهجه و گونه در یک گویش می‌شود. اما همه آن‌ها خود را هَورام زبان و زبان خود را کردی و گویش شان را هَورامی می‌دانند.
در برخی افعال در کردی جنوبی، مرکزی و شمالی درآمده است. تغییری که نشان استمرار در لکی به جای گذاشته را می‌توان ذیلاً مشاهده نمود.
لکی: موشم/گروسی (کردی جنوبی): اویشم/اردلانی: ئه‌یژم/سورانی: ده‌ڵێم/کورمانجی: دبێژم/به معنی «می‌گویم»
در مقابل گورانی (هورامی): «ماچوو / مه واچوو» /لکی: مه‌چم/گروسی: چم/سورانی: ده روم /اردلانی: ئه‌چم/
کورمانجی: دچم/به معنی «می‌روم» در مقابل گورانی (هورامی): «مه لوو

## مقایسه لهجه اردلانی با سایر گویش‌های کردی

### مقایسه زمان‌ها در گویش‌های مختلف کردی
| Erkewazî         | Ardalanî       | lekî            | Kelhurî         | Soranî           | Kurmancî        | Hewramî    | English               |
| ---------------- | -------------- | --------------- | --------------- | ---------------- | --------------- | ---------- | --------------------- |
| me hatim         | men hatem      | mi hetim        | mi hatim        | min hatim        | ez hatim        | -          | I came                |
| me xwem/xwerim   | men aexwm      | Mi merim        | min xwem        | min exwem/dexom  | ez dixwim       | min meweru | I eat                 |
| mi nan xwardim   | men nanm xward | mi nanm hward   | min nan xwardm  | min nan xwardm   | min nan xward   | -          | I ate the meal        |
| mi nan xwem      | men nan axwm   | Mi nane merim   | mi nan xwim     | min nanê dixwim  | ez nanê dixwim  | -          | I eating the meal     |
| me nan xwardisim | men nanm xward | mi nanm hwardêe | mi nan xwardêam | min nan dexwardm | min nan dixward | -          | I was eating the meal |
| me hatimow       | men hatma      | mi hetma        | mi hatime       | min hatûme       | ez hatime       | -          | I have come           |
| me hatüm         | men hatem      | mi hetüm        | mi hatüm        | min hatibûm      | ez hatibûm      | -          | I had come            |

## مقایسه، ضمایر، واژگان، صرف افعال در گویش اردلانی با سُورانی (اربیلی و مُکریانی) و کرمانجی
| Erdelanî (اردلانی)   | Soraniya Hewlêrî | Kurmancî       |
| -------------------- | ---------------- | -------------- |
| Xwa (خدا)            | Xûday, Xwa       | Xwedê          |
| xawen (صاحب)         | xawen            | xwedî          |
| naw, -name(نام)      | naw, nêw         | nav!           |
| sol (شور)            | sor              | sor, xwey      |
| baran,varan (باران)  | baran, werişt    | baran          |
| bafr, wafr (برف)     | befir            | berf           |
| auna (مقدار، اندازه) | hend             | hin, hind, qas |
| gûrg,gurw (گرگ)      | gûrg             | gûr            |
| sag ,saka (سگ)       | seg,sapla        | kûçik          |
| mêman (مهمان)        | mêwan            | mêvan          |
| sa,sad /100(صد)      | set/100          | sed/100        |
| rêga, re (راه)       | rêge             | rê, rih        |
| solle,sarma (سرما)   | serma            | serma          |
| pek,ters             | bak              | xem, tirs      |
| pirt, pird (پل)      | pird             | pir            |
| kaug,Avi (آبی)       | şîn              | şîn            |
| sawz (سبز)           | sewz, kesk       | kesk           |
| zûwan (زبان)         | ziman            | ziman          |
| kalaşêr (خروس)       | dîk              | dîk            |
| hamro (گلابی)        | hermê            | hermî          |
| barz (بلند)          | berz             | bilind         |
| zawa (داماد)         | zawa             | zava           |
| ,wa wî wawika (عروس) | bûk              | bûk            |

بخش اول:بررسی مرفولژیک گویش اردلانی و گویش سورانی
در این بخش بررسی میان گویش اردلانی با گویش سورانی، به بررسی تطبیقی واژگان این گویشها می‌پردازیم.
بخش دوم: بررسی سینتاکسی(Syntax) گویش اردلانی و سورانی
در این بخش، به منظور یافتن و بررسی اشتراکها و تفاوتهای سینتاکسی میان گویشهای زبان کردی در دو گویش اردلانی و سورانی، به ذکر نمونه‌هایی چند می‌پردازیم:
سینتکس (Syntax) یا نحو به معنای نحوه نگارش و قرارگیری کلمات و عبارات به صورت درست، در یک زبان می‌باشد.

### جدول مقایسه ضمایر شخصی گویشهای زبان کردی
مقایسه ضمایر(من، تو، او، ما، شما، ایشان) در گویش‌های زبان کردی
| اول شخص مفرد | men     | اول شخص مفرد | من   | اول شخص مفرد | amin | اول شخص مفرد | Me(n)   |
| دوم شخص مفرد | to      | دوم شخص مفرد | تو   | دوم شخص مفرد | ato  | دوم شخص مفرد | to      |
| سوم شخص مفرد | aw      | سوم شخص مفرد | او   | سوم شخص مفرد | aw   | سوم شخص مفرد | awa     |
| اول شخص جمع  | ema     | اول شخص جمع  | ما   | اول شخص جمع  | ama  | اول شخص جمع  | ima     |
| دوم شخص جمع  | ewa     | دوم شخص جمع  | شما  | دوم شخص جمع  | ango | دوم شخص جمع  | iwa     |
| سوم شخص جمع  | (a)awan | سوم شخص جمع  | آن‌ها | سوم شخص جمع  | awan | سوم شخص جمع  | awan(a) |

جدول شماره (۱)صرف خوردن در زمان حال ساده (استمراری)
| a-xwa-m  | می‌خورم  | da-xo-m  |
| a-xwa-y  | می‌خوری  | da-xo-y  |
| a-xwa-t  | می‌خورد  | da-xo-e  |
| a-xwa-yn | می‌خوریم | da-xo-yn |
| a-xwa-an | می‌خورید | da-xo-n  |
| a-xwa-an | می‌خورند | da-xo-n  |

نشانه استمرار در زمان حال در گویش اردلانی تک واژه (a)و در گویش سورانی (da) می‌باشد.
ستاک فعل خوردن در گویش سورانی xo و در گویش اردلانی xwa است.
جدول شماره (۲)صرف خوردن در زمان حال التزامی
| aše)buxwa_m)   | بخورم  | dabe bi-xo-m  |
| aše)buxwa_y)   | بخوری  | dabe bi-xo-y  |
| aše)bu-xwa_t)  | بخورد  | dabe bi-xo-et |
| aše)bu-xwa_yn  | بخوریم | dabe bi-xo-yn |
| aše)bu-xwa_en) | بخورید | dabe bi-xo-n  |
| aše)bu-xwa_n)  | بخورند | dabe bi-xo-n  |

در بعضی از نواحی شهرها و روستاهای اردلان به جای(aše) از ابی(abe) استفاده می‌شود که هر دو واژه به معنای (باید) می‌باشد
جدول شماره(۳)صرف امر خوردن
| bi-xwa-Ø | بخور   | b(e)-xwa-Ø  |
| bi-xwa-n | بخورید | b(e)-xwa-yn |

جدول شماره (۴)صرف خوردن در زمان گذشته ساده
| xward-em     | خوردم  | xward-em       |
| (do)xward-et | خوردی  | xward-i/id(en) |
| xward-i      | خورد   | xward-Ø        |
| xward-man    | خوردیم | xward-im(en)   |
| xward-tan    | خوردید | xward-in       |
| xward-išyan  | خوردند | xward-en       |

جدول شماره(۵)صرف خوردن در زمان گذشته التزامی
| aše xward-wet-em  | (باید) خورده باشم | dabe xward-bit- im |
| xward-wet-et      | خورده باشی        | xward-bit-it       |
| xward-wet-i       | خورده باشد        | xward-bit-i        |
| xward-wet-man     | خورده باشیم       | xward-bit-man      |
| xward-wet-tan     | خورده باشید       | xward-bit-tan      |
| xward-wet-(iš)yan | خورده باشند       | xward-bit-yan      |

جدول شماره(۶)صرف خوردن در زمان گذشته نقلی در این قسمت صرف فعل سورانی دقیقاً مانند لکی است فقط حرف خ با ح جابجا می‌شود.
| xward-eg-m-a   | خورده‌ام  | xward-u-m-a   |
| xward-eg-t-a   | خورده‌ای  | xward-u-t-a   |
| xward-eg-y-a   | خورده‌است | xward-u-y-a   |
| xward-eg-man-a | خورده‌ایم | xward-u-man-a |
| xward-eg-tan-a | خورده‌اید | xward-u-tan-a |
| xward-eg-yan-a | خورده‌اند | xward-u-yan-a |

جدول شماره (۷)صرف خوردن در زمان گذشته دور
| xward-u-m       | خورده بودم  | waɾd-i-bja-m   |
| xward-u-t       | خورده بودی  | Waɾdi-bja-Ø    |
| xward-u-y       | خورده بود   | waɾdi-bja-ʃ    |
| xward-u-man     | خورده بودیم | waɾd-i-bja man |
| xward-u-tan     | خورده بودید | waɾd-i-bja-tan |
| xward-u-(iš)yan | خورده بودند | waɾd-i-bja-ʃan |

جدول شماره (۸) صرف خوردن در زمان گذشته استمراری
| a-m- xward    | می‌خوردم  | xward-iya-m        |
| a-t-xward     | می‌خوردی  | xward-iya-y/yd(en) |
| a-y-xward     | می‌خورد   | xward-iya-(d)      |
| a-man-xward   | می‌خوردیم | xward-iya-ym(en)   |
| a-tan-xward   | می‌خوردید | xward-iya-n        |
| a-išyan-xward | می‌خوردند | xward-iya-m        |

جدول شماره (۹)صرف خوردن در زمان حال ساده مجهول
| a-xw-r(e)g-em   | خورده می‌شوم  | da-xo-re-m  |
| a-xw-r(e)g-i    | خورده می‌شوی  | da-xo-re-y  |
| a-xw-r(e)g-e(t) | خورده می‌شود  | da-xo-re-t  |
| a-xw-r(e)g-in   | خورده می‌شویم | da-xo-re-yn |
| a-xw-r(e)g-en   | خورده می‌شوید | da-xo-re-n  |
| a-xw-r(e)g-en   | خورده می‌شوند | da-xo-re-n  |

جدول شماره(۱۰)صرف خوردن در زمان گذشته ساده مجهول
| xu-riyag-em | خورده شدم  | xwa-riya-m        |
| xu-riyag-i  | خورده شدی  | xwa-riya-y/yd(en) |
| xu-riyag-Ø  | خورده شد   | xwa-riya-d        |
| xu-riyag-in | خورده شدیم | xwa-riya-ym(en)   |
| xu-riyag-en | خورده شدید | xwa-riya-yn       |
| xu-riyag-en | خورده شدند | xwa-riya-n        |

در گویش سایر شهرها و روستاهای منطقه اردلان در گویش اردلانی g حذف می‌شود و تلفظ نمی‌شود یعنیxuriyagem به صورتxuriyaem تلفظ می‌شود
جدول شماره(۱۱)صرف بودن در زمان حال ساده
| ha-m  | هستم  | ha-m      |
| he-yt | هستی  | he-yd(en) |
| ha-s  | هست   | ha-s      |
| he-yn | هستیم | he-ym(en) |
| ha-n  | هستید | he-yn     |
| ha-n  | هستند | ha-n      |

جدول شماره(۱۲) (صرف بودن) در زمان حال التزامی
| b(u)-em | باشم  | b-im |
| b(u)-it | باشی  | b-i  |
| b(u)-et | باشد  | b-et |
| b(u)-in | باشیم | b-in |
| b(u)-en | باشید | b-in |
| b(u)-en | باشند | b-in |

جدول شماره(۱۳)صرف کوتاه شده خوب بودن
| xas-em   | خوبم    | čak-im |
| xas-i(t) | خوبی    | čak-i  |
| xas-a    | خوب است | čak-a  |
| xas-in   | خوبیم   | čak-in |
| xas-en   | خوبید   | čak-in |
| xas-en   | خوبند   | čak-in |

جدول شماره(۱۴)صرف امر، بودن (باش، باشید)
| bu-a  | باش   | b-a  |
| bu-en | باشید | b-in |

جدول شماره (۱۵)صرف گذشته ساده بودن
| bu-m  | بودم  | bu-m     |
| bu-y  | بودی  | bu-d(en) |
| bu-Ø  | بود   | bu-Ø     |
| bu-yn | بودیم | bu-men   |
| bu-n  | بودید | bu-n     |
| bu-n  | بودند | bu-n     |

جدول شماره (۱۶)صرف بودن در زمان گذشته (استمراری)
| a-w-m  | می‌بودم  | bu-a-m         |
| a-w-i  | می‌بودی  | bu-a-y/yd(en)  |
| a-w-Ø  | می‌بود   | bu-a-d         |
| a-w-in | می‌بودیم | bu-a-ym/yd(en) |
| a-w-n  | می‌بودید | bu-a-yn        |
| a-w-n  | می‌بودند | bu-a-n         |

در مناطقی از منطقه اردلان فعل a-w-m به صورت زیر صرف می‌شود. a-bu-m
جدول شماره(۱۷)صرف بودن در زمان گذشته نقلی
| bu-g-em | بوده‌ام  | bu-m-(a)  |
| bu-g-i  | بوده‌ای  | bu-y-(a)  |
| bu-g-a  | بوده‌است | bu-Ø-wa   |
| bu-g-in | بوده‌ایم | bu-yn-(a) |
| bu-g-en | بوده‌اید | bu-n-(a)  |
| bu-g-en | بوده‌اند | bu-n-(a)  |

| فارسی     | کردی سورانی         | لری       | لکی    | فیلی           | کلهری همگون‌شده | گورانی/هورامی | گورانی (هورامی) |
| --------- | ------------------- | --------- | ------ | -------------- | -------------- | ------------- | --------------- |
| پدر       | bɑta                | bɑwək     | bɑwɡ   | bawəɡ          | bow/bowa       | bɑwk          | bɑwk            |
| مادر      | aɹɑ                 | dɑɫək/dɑʔ | dɑɫəɡ  | dɑɫəɡ          | dej/dɑɑ        | dɑjk          | dɑjk            |
| دختر      | knɑʧe               | düat      | düat   | det            | doar/do        | kəʧ           | kəʧ             |
| سیاه      | sɑw/spi             | sja       | sja    | s              | se/se          | ɍaʃ           | ɍaʃ             |
| سفید      | ʧarma               | ʧarməɡ    | ʧarməɡ | ʧarməɡ         | ʔespe ʧarm     | ʧarmu sefi    | ʧarmu sefi      |
| یک (عدد)  | jak                 | jak       | jak    | je jak         | ja/jek, je     | jak           | jak             |
| سه (عدد)  | jare                | se        | se     | se             | se             | se            | se              |
| چشم       | ʧam                 | ʧaw       | ʧaw    | ʧam            | w teja/teja    | ʧɑ            | ʧɑ              |
| خر        | χar har             | χar       | χar    | kar            | χar            | χar           | χar             |
| رفتن      | n                   | ɍojʃtə    | ʧun/   | ʧin lv(w)      | ʧin            | ɍatan/ɍata    | ɍatan/ɍata      |
| جگر       | ʤarɡ                | ʤəɡər     | ʤəɡər  | ʤəɡər          | ʤahar          | ʤoʤo          | ʤoʤo            |
| خوردن     | wɑrɹ(d)aj howɑr dən | χwad      | χwaj   | χardan/harda   | χwɑrdən        | χwɑrdən       | χwɑrdən         |
| خود       | ʤ (ʒ)               | χod       | χod    | χod            | χo             | χo            | χo              |
| باد       | v(w)ɑ               | v(w)ɑ     | v(w)ɑ  | bɑd, bɑj       | bɑbɑj          | bɑj           | bɑj             |
| باران     | v(w)arv(w)a         | wɑrɑn     | wɑrɑn  | bɑrun          | bɑrɑn          | bɑrɑn         | bɑrɑn           |
| برف       | wtaj                | χaftən    | χaftən | wafəɾ          | barf           | barf          | barf            |
| خوابیدن   | χawtən              | χawtən    | χawtən | χosajan/hoftej | χaftən         | χaftən        | χaftən          |
| پشت (بدن) | pəʃt mɑzi           | pəʃt      | pəʃt   | pəʃt           | pəʃt           | pəʃt          | pəʃt            |
| فروخ      | v(w)rataj           | frutən    | fratən | fruʃən         | ferotan/froχta | froʃtən       | froʃtən         |
| تن        | kɑr                 | kɑr       | kɑr    | kɑr            | kɑr            | kɑr           | kɑr             |
| جا        | ʤɑ                  | ʤeɡe      | ʤeɡe   | ʤeɡe           | ʤɑ             | ʤɑ            | ʤɑ              |
| خانه      | mɑɫjɑna             | mɑɫ       | mɑɫ    | mɑɫ            | χowna          | huna          | huna            |

<thead>

</thead>
<tbody>

</tbody>

| واژه    | گورانی (هورامی)                              | کلهری، فیل، لکی، لری                | کُردی سورانی                     | معادل فارسی   |
| ------- | -------------------------------------------- | ----------------------------------- | ------------------------------- | ------------- |
| آمدن    | h ɑ t ə n / ʔ ɑ m ɑ j / ʔ umajan / ʔ om ɑ ja | h ɑ t ə n                           | h ɑ t ə n                       | آمدن          |
| رسیدن   | ɡaj(i)ʃt ə n                                 | rasijan / ɍas ə sa                  | ɍasin                           | رسیدن         |
| فرستاد  | hen ɑ rd ə n                                 | ferest ɑ jan / fr ə sn ɑ ja n       | ɑ rd ə n                        | فرستاد        |
| ایستاد  | m ə r ɹ ɑ j / m ə d r ɑ j                    | hus ɑ jn ws ɑ n                     | ws ɑ n                          | ایستاد        |
| شکستن   | ʃ ə k j ɑ n / ʃ k ɑ n ə n                    | ma(e) ɍ j ɑ j                       | ʃekon ə n                       | شکستن         |
| مرغ     | m ɑ m ə r                                    | kar ɡ a m ər g / m ər x / m ɑ m ə r | morq / mor ʁ mer                | مرغ           |
| مرد     | ker kir / kir                                | k ə r kir / ta ʒ ak                 | ker kir d ə m                   | مرد           |
| سگ      | tuta saɡ / ɡ am ɑ ɫ                          | ɡ sa ɡ / sej sa ɡ                   | ɡ sa ɡ / ɡ am ɑ ɫ               | سگ            |
| روستا   | d paz / ma ɍ miʃ / ɡusfa pas                 | k ɑ w ə ɍ                           | k ɑ w ə ɍ                       | روستا         |
| گوسفند  | maj                                          | ---                                 | ---                             | گوسفند        |
| قاشق    | kawʧə                                        | k q ɑ ʃ oq / q ɑ ʃ oq               | k ɑ ʃ e                         | قاشق          |
| کاه     | k ɑ ka / kah                                 | keja ke                             | Ke kaj                          | کاه           |
| کفش     | kawʃ / kafʃ / kawʃ                           | k ə ɫ ɑ ʃ                           | kawʃ / piɫ ɑ kawʃ               | کفش           |
| سوزن    | darzi / sizan / siza                         | darzen                              | darzi                           | سوزن          |
| خرس     | w ə r ʧ                                      | χers / χərs                         | χers / χərs / h ə r ʧ / q ə r ʧ | خرس           |
| دیروز   | dweka                                        | di ɡ / duʃ                          | düna / dwaka                    | دیروز         |
| پس فردا | pase                                         | ---                                 | ---                             | پس فردا       |
| بچه     | mnɑɫ ba ʧa / baʧa                            | owjl zɑɍ u                          | mnɑɫ mnɑɫ z ɑ ro ɫ a            | بچه           |
| پیراهن  | kr ɑ s                                       | ʤuma / pirhan                       | k ə r ɑ s k ər w ɑ s            | پیراهن        |
| بادام   | b ɑ d ɑ m                                    | b ɑ jom / b ɑ jm                    | b ɑ jm / b ɑ jam                | بادام         |
| سقز     | ʤ ɑ ʤ ə ɡ                                    | saqez / bre ʒ a                     | ʤ ɑ ʤ k a / b ne ʃ t            | سقز           |
| قارچ    | q ɑ r ʧ ə k                                  | q ɑ r ʧ / q ɑ r ʧ                   | χ ar ʧ ə ɡ                      | قارچ (خوراکی) |
| سنگ     | bard                                         | bard / bard k                       | ---                             | سنگ           |

## مقایسه فعل اردلانی با سایر لهجه‌های کردی
| Erdelanî    | soranî    | Kelhûrî   | Kurmancî | Kirmanckî | Hewramî    | Lekî      |  |
| ----------- | --------- | --------- | -------- | --------- | ---------- | --------- |  |
| biço        | biro      | biço      | biçe     | şo        | bilû       | biçû      |  |
| bê bêrw     | bê! were! | bew!      | were!    | bê!       | borê       | borê      |  |
| bika        | bike      | bike      | bike     | bike      | kere       | bike/bihe |  |
| bixwe       | bixo      | bixwe     | bixo     | bûre      | bûre       | bêr/ber   |  |
| biwîna      | bibîne    | biwîn bîn | bibîne   | bivîne    | biwîne     | bûîn      |  |
| bêje        | bile      | bîj       | bêje     | vaje      | waçe! baçe | bosh/bêsh |  |
| biwaro/biwa | bibare    | biwar bar | bibare   | bivare    | biware     | biwar     |  |

```
مقایسه ضمیر و فعل لهجه‌های کردی
```

مهم‌ترین ویژگی لهجه اردلانی شروع فعل‌ها با تک واژه /a/مانند پارسی هخامنشی است.
| Erdelanî              | Soranî         | Kelhûrî                  | Kurmancî           | Kirmanckî       | Hewramî                 |
| --------------------- | -------------- | ------------------------ | ------------------ | --------------- | ----------------------- |
| men açem              | min/emin deçim | min/mi çim/diçim         | ez diçim           | ez şina         | emin/min lû/milû        |
| to aexweyt            | to/eto dexoy   | tû/to/ti xwey/dixwey     | tu dixwey          | ti/tu wenî/wena | to/etu/tu werî/morî     |
| aw/o aekat/akat       | ew dekat       | ew/o keyd/dikey          | ew dike            | o/a keno/kena   | ad kero/mikero          |
| êma azanîn            | ême dezanîn    | îme zanîm/dizanîm        | em dizanin         | ma zanê/zanîme  | êma/ême zanim/mizanim   |
| êwa aerêjnin/aerêşnin | êwe derêjnin   | îwe/yûwe rişnin/dirişnin | hûn/hingo dirijnin | şima rişnenê    | şima/şime rişîd/merişîd |
| awan aewînin          | ewan debînin   | ewan diwînin/dînin       | ew dibînin         | ê vînenê        | ed wînên/moynên         |

```
در کورمانجی بر خلاف فارسی و اردلانی تفاوت دستوری میان 
حالات فاعلی
، 
مفعولی
 و مذکر و مؤنث وجود دارد.
```

| فارسی | اردلانی      | کرمانجی                                  |
| ----- | ------------ | ---------------------------------------- |
| من    | من (men)     | فاعلی: ez / مفعولی min                   |
| تو    | تۆ (to)      | فاعلی: tu /مفعولی: te                    |
| او    | ئه‌و (aw)     | فاعلی: ew / مفعولی: wî (مذکر), wê (مؤنث) |
| ما    | ئێمه(êma)    | فاعلی: em / مفعولی: me                   |
| شما   | ئێوه (êwa)   | فاعلی: hûn / مفعولی: we                  |
| آن‌ها  | ئه‌وان (awan) | فاعلی: ewan / مفعولی: wan                |

## حروف اضافه در گویش اردلانی
زبان کردی شامل انواعی از حروف اضافه و ترکیبات آن می‌شود که رفتار نحوی پیچیده‌ای دارند. دو عامل در ایجاد این وضعیت تأثیرگذار هستند: عامل اول ساخت تاریخی این دسته از واژگان می‌باشد و این به واسطه عناصری که از دیگر طبقات واژه وام گرفته شده‌است و بر تعدادشان افزوده می‌شود که معمولاً با حروف اضافه اولیه ترکیب شده و حروف اضافه مرکب را می‌سازند. بعضی از این‌ها پس از طی فرایند دستوری تبدیل به حروف اضافه مستقلی می‌شوند.
عامل دوم ظاهر شدن متمم است؛ بعضی حروف اضافه متمم خود را به صورت واژه بست دریافت می‌کنند، همچنین تناوب در صورت متمم باعث می‌شود تا حروف اضافه به صورت تک واژگونه‌هایی نمود یابند. سرانجام بسته به نوع حرف اضافه، متمم‌های واژه بستی لزوماً به حروف اضافه ملحق نشده و به صورت جداگانه ظاهر می‌شوند. برای بررسی این حروف اضافه گویش کردی اردلانی در این‌جا آن‌ها را به دو دسته تقسیم می‌کنیم: از یک سو بر اساس نوع متمم به وندی و غیر وندی تقسیم می‌شوند و از سوی دیگر به محلی و غیر محلی تقسیم می‌شوند.
طبقات حروف اضافه در گویش اردلانی
اولین دسته‌بندی که می‌توان میان حروف اضافه در سورانی (اربیلی و مُکریانی) و اردلانی و سایر گویش‌های کردی مرکزی قایل شد حروف اضافه اولیه و غیر اولیه هستند؛ یعنی ترکیب حروف اضافه اولیه و عنصری واژگانی یا دستوری شدگی دیگر عناصر واژگانی همچون عناصر بنیادی.
حروف اضافه اولیه خود به دو دسته تقسیم می‌شوند: ساده و کامل (Mackenzie, 1961). حروف اضافه اولیه شامل مجموعه ای اولیه از حروف اضافه زبان کردی هستند که مستقیماً از زبان هند و اروپایی مشتق شده‌اند. جدول زیر این مجموعه را نشان می‌دهد:
| حروف اضافه اولیه |       |              |
| فارسی            | فارسی | انگلیسی      |
| ساده             | کامل  | انگلیسی      |
| ba               | pӗ    | To, with, at |
| bӗ               | _     | Without      |
| bo               | (bo)  | For          |
| -a               | -ӗ    | To           |
| la               | lӗ    | Of, in       |
| tâ               | _     | until        |
| ya               | tӗ    | To, with, at |
| latak            | latak | with         |

گونه ساده تکیه نمی‌گیرد در حالی که گونه کامل تکیه بر است. رابطه این دو گونه از نوع تکواژگونه می‌باشد که بر حسب نمود واژه بستیِ متمم تعیین می‌شوند. حروف اضافه ساده با یک عنصر نحوی ادغام می‌شوند (مانند گروه اسمی یا یک ضمیر مستقل) ولی هرگز با یک واژه بست ترکیب نمی‌شوند:
از سوی دیگر حروف اضافه مطلق متمم واژه بستی می‌گیرند دو حرف اضافه bӗ به معنای (بدونِ) و tâ به معنای (تا) همتای کامل ندارند. حروف اضافه bo و lagal یا latak به معنای (با) که همواره حروف اضافه ساده ای در نظر گرفته می‌شوند نمی‌توانند با متمم واژه بستی ترکیب شوند مگر آنکه از نظر واجی تغییر کنند. به همین دلیل در زمره حروف اضافه کامل قرار می‌گیرند. سرانجام –a به معنای (به) و شکل کامل آن یعنی –e که هر دو واژه بست هستند توزیع محدودی دارند و همواره پس از فعل می‌آیند. حروف اضافه اولیه محتوی معنایی محدودی دارند و عموماً متمم‌های زیر مجموعه فعلی را مشخص می‌کنند اما گاهی موقعیتهای زمانی و مکانی را نیز بیان می‌کنند. گویش اردلانی برای بیان محتوی دقیق تر معنایی یا از حروف اضافه مرکب استفاده می‌کند (ترکیب یک حرف اضافه ساده و عنصری اسمی یا قیدی) یا از حروف اضافه پیرا-وَندی (ترکیبی از حرف اضافه پیش آیند و پس آیند) استفاده می‌کند.

## پسوند گ (g) در گویش اردلانی
یکی از ویژگی‌های گویش اردلانی استفاده از پسوند (گ) است که مخصوص ته لهجه سنندجی می‌باشد و قدمت این لهجه را می‌رساند که به زبان پهلوی ساسانی و حتی پارسی باستان می‌رسد که البته در مناطق غیر از شهر سنندج و در روستاها و شهرستان‌های تابعه (g) به (i) تبدیل می‌شود که در لهجه کرمانجی نیز به این شکل است.
پسوند (گ) g در زبان کردی گویشهای اردلانی و کلهری برای معرفه نموندن افراد و اشیا و جاهاست و حالت جمعی آن «گان» و «کان» است. این روش تجمیع در زبان کردی به عنوان بازمانده و میراٍث داری از زبان پهلوی در زبان فارسی هم دیده می‌شود. نمونه‌های آن، صدگان یعنی صدتایی‌ها، دهگان یعنی ده‌تایی‌ها، هزارگان یعنی هزارتایی‌ها و یکان یا یک‌گان یعنی یکی‌ها می‌باشد که برای نمونه در زبان کردی گویش کلهری یا کرمانشاهی، لباسَگان: یعنی لباس‌ها، ماشینَگان یعنی ماشین‌ها که در گویش اردلانی به صورت لباسَکان یا ماشینَکان تلفظ می‌شود. همچنین این پسوند مفرد «گ» و حالت جمعی اون «گان» از اشکال قدیمی زبان پهلوی است که فقط در دو گویش اردلانی و کرمانشاهی و تا حدودی در زبان بلوچی هم دیده می‌شود.
- مثال:

زندگ (زنده) پهلوی پهلوی ساسانی // گویش اردلانی زندیگ (زنیگ) zindig // سُورانی (اربیلی و مُکریانی) (زندو)zindu، // لهجه کرمانجی (زندی) zindi
تشنگ (تشنه) در پهلوی ساسانی // گویش اردلانی ting تینگ // سُورانی (اربیلی و مُکریانی) tinu تینو // لهجه کرمانجی تینی Tînî
خواردگ (خورده) در پهلوی ساسانی // گویش اردلانی خواردگه xwardiga // سُوران (اربیلی و مُکریانی) خواردوه xwardua // لهجه کرمانجی Xwariye
گویش اردلانی (ته لهجه سنندجی) تنها گویش کردی است پسوند (گ)، g باستانی را در زبان پهلوی حفظ کرده‌است.
| Erdelanî      | Soranî       | Kelhûrî     | Kurmancî           | Kirmanckî            | Farsî           | Mazenderanî    | Pehlevî  |
| ------------- | ------------ | ----------- | ------------------ | -------------------- | --------------- | -------------- | -------- |
| kûştig        | kûştû        | kûştî       | kûştî              | kîşte                | koştê           | kûşti          | kûşteg   |
| nusyag        | nusraw       | nusyaw      | nivîskî, nivîsandî | nuşte                | nêvêştê şodê    | benivîşti bebû | nîbîşteg |
| birdig        | birdû        | birdî       | birî               | berde                | bordê           | bûrdi          | bûrteg   |
| mirdig        | mirdû        | mirdî       | mirî               | merde                | mordê           | mûrdi          | mûrteg   |
| kiryag        | kiraw        | kiryaw      | hatîye kirin       | kerde, ameya kerdene | kerdê şodê      | hakordi bebû   | kerteg   |
| zînig         | zîndû        | zîne        | zindî              | ganî, cande          | zêndê           | zênde          | zîndeg   |
| gizig         | gezû         | gizî        | gezî, gezû         | gezi                 | jaro            | geze           | -        |
| tînig         | tînû         | tînî        | tînî               | têşan                | têşnê           | teşne          | tîşneg   |
| kolani xwarig | kolanî xwarû | kolani xwar | kolana xwar/jêr    | mehleya ware/cêre    | mehellêyê payîn | bên mehelli    | -        |
| kolani jûrig  | kolanî jûrû  | kolani jûr  | kolana jor         | mehleya core         | mehellêyê bala  | cûwer mehelli  | -        |

## ارگاتیو در لهجه اردلانی
'دارمستتر و بنونیست نخستین کسانی هستند که به وجود ارگاتیو در بعضی زبان‌های ایرانی پی برده‌اند.'
وجود وجه وصفی فعل متعدی در عبارت‌هایی با فاعل (درحالت غیرفاعلی) و مفعول (در حالت فاعلی) در فارسی باستان، تأییدی برحضور ساخت ارگاتیو (فرم مجهول) در نقش مسند در این زبان است. گایگر در سال ۱۸۹۳ به بررسی ساخت گذشتهٔ مجهول در زبان‌های ایرانی پرداخت و استفادهٔ گستردهٔ ساخت مجهول را در پارسی باستان خاطرنشان کرد. مانند: "ima tya mana kartam" به‌معنای "آن‌چه که کردهٔ من است". او همچنین به وجود این ساخت در پهلوی ساسانی اشاره کرد. متخصصان معتقدند که این ساخت بعدها، اگرچه فرم مجهول اسم حفظ شده، ولی در معنای معلوم به‌کار رفته‌است. پس ارگاتیو یعنی (اسم فاعل در فرم غیر فاعلی از فعل متعدی)
گایگر به کاربرد ارگاتیو در بیشتر زبان‌های ایرانی، ازجمله پشتو، بلوچی، کردی مرکزی (گویش اردلانی) کردی شمالی (کرمانجی)، تالشی، یغنابی، و زبان‌های دیگر، که ساخت ارگتیو را حفظ کرده‌اند اشاره کرد.
ویژگی‌های توصیفی ساخت کُنایی در زبان‌های ایرانی
با توجه ویژگی‌های توصیفی الگوی ارگاتیو در زبان‌های ایرانی جدا از ناهمگنی‌های نشان‌دار دستوری، الگوی کُنایی در زبان‌های ایرانی خود را در دو صورت نشان می‌دهد
۱. مطابقه فعل با مفعول: حضور وند
در دسته‌ای از زبان‌های ایرانی، الگوی کُنایی در زمان گذشته به‌وسیله حالت نمایی کُنایی بر روی فاعل متعدی و حالت فاعلی بر روی مفعول نمایان می‌شود. در این الگو فعل به‌صورت کامل (در مشخصه‌های شخص، شمار و جنس) با مفعول مطابقه می‌کند. نمونه‌های زیر این الگو را در بند متعدی گذشته به ترتیب در کردی شمالی (کُرمانجی)، تاتی کرینی و بلوچی نشان می‌دهند:
| کردی شمالی (کُرمانجی) | کردی شمالی (کُرمانجی) | کردی شمالی (کُرمانجی) |
| -------------------- | -------------------- | -------------------- |
| a. mən               | tu                   | dit-iح               |
| I.OBL                | you.NOM              | saw-1.SG             |
| "من تو را دیدم."     |                      |                      |
| تاتی کرینی           |                      |                      |
| b. amædə             | mal-ə                | bəbard-in(d)         |
| Ahmad.OB             | cattle-PL.NOM        | took-3.PL            |
| "احمد دامها را برد." |                      |                      |
| بلوچی                |                      |                      |
| c. ĵinik-a           | bæčik                | ĵæt-a                |
| girl-OBL             | boys.NOM             | saw-3.PL             |
| "دختر بچه‌ها را دید." |                      |                      |

```
در این دسته، کردی شمالی (کُرمانجی)، بلوچی، تاتی لردی، تاتی کرینی و تا حدودی تاتی کجلی قرار دارند. همانگونه که از نمونه‌های آن پیداست، حالت کُنایی بر روی فاعل متعدی به‌صورت حالت نمای کُنایی (غیرفاعلی) ظاهر می‌شود. مفعول در حالت فاعلی (مستقیم/ بی‌نشان) است. 
فعل متعدی در مطابقه کامل با مفعول
 قرار دارد. آنچه از آن تحت عنوان الگوی کُنایی یاد می‌شود، این واقعیت توصیفی است که در بندهای گذشته لازم و متعدی، فاعل لازم و مفعول بند متعدی نسبت به حالت نمایی یا مطابقه رفتار یکسانی دارند. نمونه‌ها زیر رفتار فاعل بند لازم را به ترتیب در زبان‌های کردی شمالی (کُرمانجی)، تاتی کرینی و بلوچی نشان می‌دهند:
```

| کردی شمالی (کُرمانجی)     | کردی شمالی (کُرمانجی) | کردی شمالی (کُرمانجی) |
| ------------------------ | -------------------- | -------------------- |
| . a. tu                  | bæ pəlikan           | čuy-i                |
| went-2.SG                | you.NOM to stairs    | went-2.SG            |
| "تو از پله‌ها بالا رفتی." |                      |                      |
| تاتی کرینی               |                      |                      |
| bamæy-ənd                | b. gavə              |                      |
| came-3.PL                | cows.NOM             |                      |
| "گاوها آمدند."           |                      |                      |
| بلوچی                    |                      |                      |
|                          | šut-e                | c. m                 |
|                          | we.NOM               | went-3.PL            |
| "ما رفتیم."              |                      |                      |

```
مثال‌های بالا نشان می‌دهند که فاعل بند لازم همانند مفعول بند متعدی دارای حالت فاعلی (بی نشان/ مستقیم) است و همچنین توانایی انگیزش مطابقه را به‌صورت کامل بر روی فعل لازم دارد. الگوی کُنایی در این دسته از زبان‌ها بخش اول تعمیم را بدین مضمون نمایان می‌سازد که در صورت حضور وند مطابقه (شناسه) فعل با مفعول، فاعل کُنایی نمی‌تواند به‌وسیله واژه‌بست مضاعف‌سازی شود بلکه حالت کُنایی به‌وسیله حالت نمای کُنایی بر روی فاعل متجلی است. در زیربخش بعد به توصیف بخش دوم تعمیم پرداخته می‌شود.
```

۲. عدم مطابقه فعل با مفعول: حضور واژه‌بست
نظام کُنایی در دسته‌ای دیگر از زبان‌های ایرانی همچون دشتی، لارستانی، کردی مرکزی (اردلانی)، تاتی دروی، تاتی کهلی و تاتی گیلوانی صورتی متفاوت دارد. بخش دوم تعمیم ناظر بر این الگو است. نمونه‌های زیر بند متعدی گذشته را، به ترتیب، در دشتی، کردی میانی (اردلانی) و لارستانی نشان می‌دهد:

| دشتی                   | دشتی                      | دشتی       |
| ---------------------- | ------------------------- | ---------- |
| ۶). a. Mæryæm          | ketaba=š                  | xer-Ø      |
| Maryam                 | books=CL.3.SG.OBL         | bough-3.SG |
| "مریم کتابها را خرید." |                           |            |
| کردی مرکزی (اردلانی)   |                           |            |
| b. kurækɑn             | to=yan                    | di-Ø       |
| children               | you=CL.3.PL.OBL           | saw-3.SG   |
| "بچه‌ها تو را دیدند."   |                           |            |
| لارستانی               |                           |            |
| em                     | to oš=bord                |            |
| he                     | you CL.2.SG.OBL=took.3.SG |            |
| "او تو را برد."        |                           |            |

در این الگو، فاعل بند متعدی در حالت بی‌نشان قرار دارد و هیچگونه تمایز ساختواژی را نشان نمی‌دهد. این فاعل به‌صورت اجباری با یک واژه‌بست غیرفاعلی مضاعف‌سازی می‌شود که در غالب موارد مفعول را به عنوان میزبان ساختواژی خود انتخاب می‌کند (در خصوص توزیع و میزبان گزینی واژه‌بست‌ها در ساخت کُنایی ر.ک. به کریمی، ۲۰۱۰). مفعول در این الگو در حالت فاعلی (بی‌نشان) قرار دارد اما چنانچه از مثال‌ها پیداست با فعل وارد مطابقه نمی‌شود. به بیانی دیگر، آنجا که فاعل متعدی به‌وسیله واژه‌بست غیرفاعلی مضاعف سازی می‌شود، فعل با مفعول مطابقه نمی‌کند بلکه همیشه دارای شناسه پیش‌فرض (سوم شخص مفرد) است. البته باید خاطرنشان کرد که این صورت دستوری هنوز ویژگی‌های ساخت کُنایی را دارد بدین مضمون که مفعول بند متعدی و فاعل بند لازم دارای رفتار مشابه هستند و این شباهت رفتاری در حالت فاعلی (بی‌نشان) بر روی این دو گروه اسمی هویداست. در طرفی دیگر، فاعل بند متعدی با مظاعف شدن توسط واژه بست غیرفاعلی خود را از آن دو متمایز می‌کند.
اگر به قرابت جغرافیایی این زبان‌ها نگریسته شود این نکته محرز می‌گردد که تنوع در الگوی کُنایی از نوع خُرد است
نتیجه‌گیری
در این مورد، به بررسی نظری دو الگوی غالب کُنایی در زبان‌های ایرانی پرداخته شد. در الگوی اول، فاعل بند متعدی دارای حالت نمایی کُنایی/ غیرفاعلی است و فعل متعدی در مطابقه کامل با مفعول است (که توسط وند/ شناسه بر روی فعل تجلی می‌یابد). در الگوی دوم، فاعل بند متعدی توسط یک واژه بست غیرفاعلی مضاعف‌سازی می‌شود و فعل با مفعول مطابقه ندارد. این دو الگو را می‌توان به‌صورت تعمیمی توصیفی این‌گونه بیان کرد که در ساخت‌های کُنایی، واژه بست (مضاعف‌ساز) و وند (مطابقه فعلی) در توزیع تکمیلی هستند. با بدست دادن تحلیلی کمینه‌گرا از ساخت کُنایی در زبان‌های ایرانی، استدلال شد که مطابقه فعل با مفعول در الگوی اول نتیجه تطابق نحوی هسته زمان و مفعول است در حالی‌که نبود مطابقه فعلی در الگوی دوم که گویش اردلانی جز آن است به این سبب است که واژه بست مضاعف‌ساز به‌صورت تداخل ناقص مانع ایجاد تطابق نحوی بین هسته زمان و مفعول می‌گردد. در تحلیل تنوع ساختاری الگوی کُنایی در زبان‌های عمده ایرانی را می‌توان نشانه‌ای از کفایت تبیینی ساز وکارهای مفروض در برنامه کمینه‌گرا قلمداد کرد.
ازجمله مواردی که گویش اردلانی را با گویش سورانی (اربیلی و مُکریانی) در یک گروه قرارنخواهد داد و باید با تردید به آن نگاه کرد ارگاتیو بودن گویش اردلانی سنندج و غیر ارگاتیو بودن گویش سورانی (اربیلی و مکریانی) در محور مهاباد تا اربیل است.
مثال من نان خوردم///
لهجه مُوکریانی: من نانی خواردم. min nani xwardm/
گویش اردلانی: من نانم خوارد. men nanm xward
در این زمینه هم گویش اردلانی و کرمانجی مانند پهلوی ساسانی ارگاتیو می‌باشد.
| کورمانجی    | سُورانی       | اردلانی    | فارسی             |
| ----------- | ------------ | ---------- | ----------------- |
| Min tu dîtî | Min to dîtim | men tom dî | Man to (ra) dîdam |

* زمانی که ضمایر نهادپیوسته فعل (شناسه) با آنها مطابقت می‌کند .(رک) ارگاتیو
من آنها را خوردم. .men avanm xwārd
تو آنها را خوردی. . to avano xwārd
او آنها را خورد. .av avani xwārd
ما آنها را خوردیم. .ema avanman xwārd
شما آنها را خوردید. .ewa avantan xwārd
ایشان آنها را خوردند. .awan avanyan xwārd
صرف فعل nûsî در زمان گذشته در لهجه اردلانی
(past stem of the verb is "nûsî". (from
| Verb                          | Meaning                   |
| ----------------------------- | ------------------------- |
| نامکه‌م نووسی nâmka-m nûsi     | I wrote a letter.         |
| نامکه‌ت نووسی nâmka-t nûsi     | You (sg.) wrote a letter. |
| نامکهٔ نووسی nâmka-y nûsi      | She/He/It wrote a letter. |
| نامکه‌مان نووسی nâmka-mân nûsi | We wrote a letter.        |
| نامکه‌تان نووسی nâmka-tân nûsi | You (pl.) wrote a letter. |
| نامکه‌یان نووسی nâmka-yân nûsi | They wrote a letter.      |

یکی دیگر از نشانه‌های اصالت و خالص بودن گویش اردلانی این است که طرز کاربرد شناسه‌ها به‌طور دقیق منطبق با نوع کاربرد شناسه‌ها در پارسی باستان می‌باشد که گاهی شناسه قبل از فعل بکار می‌برند که برای نمونه متن زیر از پارسی باستان می‌باشد.
paruvā xšāyaθiyā yata āha avaišām avā naiy astiy kartam
paruvā قبل از، اردلانی بر له وا، بلوا،barlava,balava
xšāya+θiyā شاه، اردلانی شا sha
yata تا، اردلانی تا، ta
āha، که، اردلانی که، ka
avaišām، آنها، اردلانی اوانیش، avanish
avā آن، اردلانی اوا، ava
نمونه زیر شناسه فعلها در گویش اردلانی است.
naiy astiy kartam نکرده‌اند، اردلانی، نی شیان کرد
ام دی: am di دیدم // ات دی: at di دیدی // او دی: av di دید
امان دی: a man di دیدیم // اتان دی: a tan di دیدید // آشیان دی: a šyan di دیدند
نشانه جمع در گویش اردلانی:
نشانه جمع در گویش اردلانی نشانه جمع در لهجه اردلانی «کان»kan می‌باشد که به واژه‌های مفرد اضافه می‌شود. (اسم+ ه + ک+ ان)
مثال:ان+ک+ ه+ سگ=سگه کان (سگها)
در گویش اردلانی همچنین از پسوندهای یل (yel) و گل (gal) و در مواردی از آن (ان an) به صورت محدود استفاده می‌شود اما در گویش سُورانی (اربیلی و مُکریانی) مانند زبان فارسی از (ان) استفاده می‌کنند در پهلوی ساسانی از نشانه (گان) و در مواردی از نشانه (ان) برای جمع استفاده می‌شد
- مثال:
- کور گل (پسران) کوره کان (پسران) کور یل (پسران)

در اردلانی مناله کان (بچه‌ها)
در سُورانی (اربیلی و مُکریانی) مندالان
ضمیرهای پسوندی برای حالت مفرد:
در گویش اردلانی از پسوند/aka/ که پسوند اسم در زبان‌های ایرانی باستان است استفاده می‌شود
| فارسی | سُورانی و کَلهری | سُورانی و کَلهری | سُورانی و کَلهری | سُورانی و کَلهری | اردلانی   | اردلانی |
|       | قطعی           | پس‌آوا          | نامعین         | معین           | نامعین    | معین    |
| ----- | -------------- | -------------- | -------------- | -------------- | --------- | ------- |
| am-   | em-            | m-             | ekem-          | ekêm-          | akam-     | akam-   |
| at-   | et-            | t-             | eket-          | ekêt-          | akat-     | akat-   |
| ash-  | î-             | y-             | ekî-           | ekêy-          | akaîş-    | akay-   |
| man-  | man-           | man-           | ekeman-        | ekêman-        | akaman-   | akaman- |
| tan-  | tan-           | tan-           | eketan-        | ekêtan-        | akatan-   | akatan- |
| shan- | yan-           | yan-           | ekeyan-        | ekêyan-        | akaişyan- | akayan- |

نمونه‌هایی برای حالت مفرد ("Kur" در کردی یعنی پسر):
| فارسی         | سُورانی و کَلهری | سُورانی و کَلهری | سُورانی و کَلهری | اردلانی     | اردلانی   |
|               | قطعی           | نامعین         | معین           | نامعین      | معین      |
| ------------- | -------------- | -------------- | -------------- | ----------- | --------- |
| Pesaram       | Kurem          | Kurekem        | Kurrekêm       | Kurakam     | Kurakam   |
| Pesarat       | Kuret          | Kureket        | Kurekêt        | Kurakat     | Kurakat   |
| Pesarash      | Kurî           | Kurekî         | Kurekêy        | Kurakaîş    | Kurakay   |
| Pesarman      | Kurman         | Kurekman       | Kurekêman      | Kurakaman   | Kurakaman |
| Pesartan      | Kurtan         | Kurektan       | Kurekêtan      | Kurakatan   | Kurakatan |
| Pesarshan pl. | Kuryan         | Kurekyan       | Kurekêyan      | Kurakaişyan | Kurakayan |

نمونه‌هایی برای حالت جمع:
| فارسی           | سُورانی و کَلهری | سُورانی و کَلهری | سُورانی و کَلهری | اردلانی      | اردلانی     |
|                 | قطعی           | نامعین         | معین           | نامعین       | معین        |
| --------------- | -------------- | -------------- | -------------- | ------------ | ----------- |
| Pesaranam       | Kuranem        | Kurekanem      | Kurekanêm      | Kurakanem    | Kurakanêm   |
| Pesaranat       | Kuranet        | Kurekanet      | Kurekanêt      | Kurakanet    | Kurakanêt   |
| Pesaranash      | Kuranî         | Kurekanî       | Kurekanêy      | Kurakanîş    | Kurakanêy   |
| Pesaranman      | Kuranman       | Kurekanman     | Kurekanêman    | Kurakanman   | Kurakanêman |
| Pesarantan      | Kurantan       | Kurekantan     | Kurekanêtan    | Kurakantan   | Kurakanêtan |
| Pesaranshan pl. | Kuranyan       | Kurekanyan     | Kurekanêyan    | Kurakanişyan | Kurakanêyan |

## برخی ویژگی‌های گویش اردلانی سنندجی
همگرایی زبانی بین ایلات و عشایر کرد و زبان مردم هَورامی ساکن در استان و همچنین زبان ادبی و شعری گُورانی که به پارتی اشکانی و زبان‌های شمال غربی نزدیک است در گذشته بین فرهیختگان زبان و ادبیات مکتوب عامه مانند شاهنامه‌های کردی، خورشید و خاور، اسکندر نامه که همگی به گُورانی سروده شده بودند در واقع زبان گورانی بر شیوه مکالمه اردلانی سنندجی تأثیرگذار بوده‌است اما این تأثیر زیاد نبوده‌است و در حد مبادله و قرض دادن واژگان بین گویش اردلانی و زبان گورانی در طول سالیان دراز بوده‌است. اما همچنان‌که گفته شد در محدوده جغرافیایی نفوذ گویش عمومی سنندجی و فرایندهای واجی لهجهٔ اردلانی در چارچوب نظریهٔ بهینگی تفاوت‌هایی در لحن بیان واژه‌ها دیده می‌شود. به‌طور مثال در بسیاری از روستاهای سنندج و شهرستان‌های استان کردستان "د"و "گ" دارای تلفظ خاصی است و تا به حال هم نشانه ای الفبایی برای بیان اینگونه تلفظ د و گ ایجاد نشده‌است. مولوی شاعر که خود از طایفه جاف بوده‌است این ویژگی ادای د و گ را در اشعارش لحاظ نموده‌است و لذا در تلفظ صحیح اشعار مولوی باید به این نکته توجه داشت. قرابت جغرافیایی لهجه اردلانی با گویشوران گویش‌های جنوبی کردی کَلهری و لَکی، لری و گورانی سبب تأثیر این گویشها نیز به ویژه در نواحی مجاور خود بوده‌است و آن بیشتر در اضافه شدن کسره "ی" در تلفظ برخی واژگان است مانند دویر به‌جای دور، لویل به‌جای لول، قویل به‌جای قول (عمیق) یا "یل" علامت جمع به‌جای" گل " مانند "کوره یل " به‌جای "کورگه ل" (پسرها) البته این نوع جمع بستن در زبانهای مرکزی ایران و زبان لری دیده می‌شود کاربرد آن در گویش اردلانی محدود و بسیار کم است؛ بنابراین ریشه شیوه فعلی سنندجی را باید در همگرایی کلامی اقوام و طایفه‌هایی با اصالت هَورامی، ژاورودی، جافی و ایلات موسوم به کرد و نیز کَلهری و لَکی جستجو نمود؛ و حتی ردپایی از اثر کردی شمالی بادینانی نیز وجود دارد؛ که البته این فقط یک نظر شهودی است و این ارتباط ممکن است ریشه در ساختارهای قدیمی تر خود زبان داشته باشد. در این لهجه واژگان متعددی وجود دارد که در سایر لهجه‌های کردی میانی مصطلح نیست. مانند تاسه (تامه زرو، یاد کسی یا چیزی)، مامر (مریشک - مرغ)، هه نگور (تری – انگور)، هاله (غوره)، کتک (گربه-پشیله)، کیف (کوه-کیو)، که نیشک (دختر- کچ)، گه ره ک بوون (ویستن- خواستن)، چه په ل (کثیف-پیس)، له ته ک (له گه ل – با)، رمیان –روخیان (روخان- خراب شدن)، کوچک (سنگ – به رد) و … همچنین افعال در شیوه ته لهجه سنندجی به گه ختم می‌شوند مانند کردگه به‌جای کردیه، چوگه به‌جای چووه، رژیاگه به‌جای رژیایه
همچنین حرف د در وسط واژه در لهجه منطقه اردلان اگر قبل از صدای (ی) یا کسره قرار گرفته باشد یا پس از (د) مصوت قرار گرفته باشد میل به حذف شدن دارد. مانند دیه به‌جای دیده، گِا با تأکید بر مصوت آخر به‌جای گدا و مانند (میدان) حرف پس از (د) مصوت است (د) خوانده نمی‌شود و واژه (میان) تلفظ می‌شود. از مهم‌ترین شاخص‌ها خواندن حروف (ت، پ، ک) پس از یک مصوت به ترتیب در زبان پارسیگ ساسانی (د، ب، گ) و در پارتی اشکانی (د، ب، گ) است. در مقابل، (د، ب، گ) پس از مصوت، در زبان پارسیگ ساسانی (ی، و، ی) و در پارتی (ذ δ، ب β، غ γ) خوانده می‌شده‌است.
همچنین در لهجه اردلانی این تمایل وجود دارد که (ن و گ) در واژه ترکیبی تلفظ شود مانند تلفظ (ن و گ) در هنگوین و رنگین و آهنگ که مانند صدای /ŋ/ در زبان آلمانی که در فارسی معادلی به صورت یک حرف برای آن وجود ندارد. این صدا را از تلفظ دو حرف «ن» و «گ» پشت سر هم می‌سازند (مثل دو حرف انتهایی واژه «نهنگ» یا “آهنگ”). صدای /ŋ/ در زبان آلمانی معمولاً به صورت ترکیب حروف “NG” نوشته می‌شود. lang /laŋ که این ویژگی در لهجه اردلانی مانند زبان ژرمنی و اوستا است.
خوشه‌های غیر چاکنایی (حذف پذیر) در لهجه اردلانی شامل[zd]-[mb]-[st]-[nd]-[sd] می‌باشد.
خوشه [st] هست، هس/ماست/ماس
خوشه[zd] دزد، دز نزدیک، نزیک
خوشه[mb]بمبbomb، بمbom
خوشه[nd]دندانdandan ددانdadan
خوشه[sd] در این خوشه پس از حذف (د) به (و) تبدیل می‌شود. مراد(murad) به مراو(murav)
تلفظ د در قه د که نزدیک به قه در سنندج و در اطراف سنندج قه (د) تلفظ د داخل پرانتز خاص حوزه زبانی سنندج است. مانند اصطلاح " قه د قه د دائه رزیام ." برای بیان خجالت کشیدن و پشیمانی از کاری ناپسند.
همچنین در لهجه اردلانی تمایلی به حذف د در آخر اسماء وجود دارد. مانند یه ز (یز) به‌جای یه زد (یزد) در مثل " یه ز دوره گه ز نزیک " همچنین تبدیل ب به و بسیار وجود دارد. مانند " ئه یان بات" که به " ئه یان وات" تبدیل شده‌است.
در لهجه اردلانی همخوان‌های تیغه ای [d],[t]در پایان یا وسط واژه در دو خوشه همخوانی به عنوان عضو دوم خوشه حذف می‌شود این ویژگی در سُورانی وجود ندارد.
(حذف[d,t]از خوشه های[st],[zd])
یزد، یز   // دزد، دز//دست،  دس//نزدیک،نزیک
راست، راس//  مست، مس//دوست، دوس
حذف[n] یا [d]از خوشه[nd] در لهجه اردلانی به دو شکل است.
۱-در لهجه اردلانی در دو خوشه [nd] هم خوانی به عنوان عضو اول خوشه هستند حذف می‌شوند که این ویژگی با قدمت بیشتر در زبان پارسی هخامنشی بوده‌است. مانند بدک (بنده).
خوشه[nd] دندانdandan / ددانdadan
۲-در لهجه اردلانی هرگاه(d) پس از(n)واحدواجی(n)مشخصه خیشومی خود را را به(d)گسترش می‌دهد و همین امر سبب می‌شود(d)به‌طور کامل با (n)همگون شوددر حالی که این ویژگی در سُورانی وجود ندارد.
dande دنده dani /danig
Zindeg زنده zinig/zine
Mande مانده mani /manig
در گویش اردلانی و زبان‌های کردی در صورتی که بعد از صدای (و) حرف صامت (خ) قرار گرفته باشد (خ) حذف می‌شود که این ویژگی در پارسی هخامنشی بوده‌است. مانند تخم (توم)، دروغ (درو).
سوختنsoxtan، سوتنsotan/ تخمtoxm، توم Tom
روغنroxan، رون Ron/دروغdrox، دروdro
همچنین استفاده محدود از پسوند گل (gal) و (yal) و در مواردی(an) استفاده می‌شود در جمع بستن اسماء که البته گل (gal) مخصوص جمع بستن در گوش سنندجی کامل تلفظ می‌گردد اما در اغلب روستاها گ آن به روش معمول منطقه و گنگ به صورت یل و ئل تلفظ می‌گردد در لهجه کرمانشاهی شامل کَلهری و لَکی و لری بختیاری و تعدادی از زبانهای مرکزی ایران دیده می‌شود که از تأثیرات زبان‌های مرکزی بر گویش اردلانی است. این gal (گل) به‌صورت (یل) yel یا al (ئل) با توجه به محیط جغرافیایی متکلمان تلفظ می‌گردد. این از مشابهت‌های بارز لحن سنندجی و کرمانشاهی و لری بختیاری و زبانهای مرکزی ایران است و در اردلانی علاوه بر gal، از نشانه (کان)(k+an) ,(kan+ صفت یا اسم )برای جمع کردن اسامی استفاده می‌شود که تنها در این لهجه وجود دارد و مربوط به زبان پارسیگ ساسانی می‌باشد که به صورت (gan) در گویش کردی کرمانشاهی نیز استفاده می‌شود. همچنین در گویش کرمانشاهی از پسوند (یل)yal هم برای جمع اسامی مکان و انسان و حیوانات و غیره استفاده می‌شود اما در سایر گویش‌های کردی مرکزی یا سورانی ادات جمع (ان) که مانند زبان فارسی نو است استفاده می‌شود و به‌طور کلی بیشتر اسامی و واژگان مصطلحی که در لهجه اردلانی سنندجی وجود دارند اما در سایر گویش‌های متعلق به خوشه میانی وجود ندارد اما در خوشه لهجه‌های کردی کرمانشاهی (کَلهری، لَکی ،فَیلی) موجود است.
در لهجه اردلانی هم خوانهای انسدادی دو لبی (b) بین دو واکه یا در پایان واژه در صورتی که واکه (مصوت) قبلی پیشین باشد به هم خوان سایشی لب و دندانی (v) تبدیل می‌شود این فرایند در زبان لری و زبان‌های مرکزی ایران دیده می‌شود در حالی که این ویژگی در سُورانی وجود ندارد.
Nabat نبات/ navat نوات
Tabar تبر /tavar تور
Taberiz تبریز/ taveriz توریز
Taban تابان/ tavan تاوان
Shaban شبان (چوپان)/ shuvan شوان
Sabad سبد/ savat سوت
beaban بیابان /beavan بیاوان
هم خوانهای انسدادی دو لبی (b) هرگاه در بافت پایان واژه یا پایان هجا بعد از واکه (مصوت) هسته یا بین دو واکه (مصوت) قرار بگیرد و این ویژگی در سُورانی وجود ندارد.
Xarib غریب xariv
Ab آب av
Xrab خراب xrav
در لهجه اردلانی هم خوانهای گرفته واک دار که به (d، د) و (ž، ژ) و (ت،t) ختم می‌شود و واکه (مصوت) قبل از آنها واکه کشیده‌است هم خوان پایانی آنها حذف می‌شود.
امروژ، امرو / توت، تو
بود، بو / سود، سو
قلب در خوشه دو هم خوانی یا توالی دو هم خوان که هم خوان دوم یک هم خوان روان است.
قفل ghofl قلف gholf
قلب در خوشه دو همخوانی که هم خوان اول غیر تیغه ای و هم خوان دوم تیغه ای باشد.
عکس aks /عسک ask
همچنین در لهجه سُورانی و مُوکریانی بر خلاف گویش اردلانی حروف برخی واژه‌ها از (ف) به (و) تغییر می‌کند.
اردلانی هفت haft / سُورانی (مُکریانی) حوت / فارسی هفت
اردلانی جفت jeft / سُورانی (مُکریانی) جوت / فارسی جفت
اردلانی کفت kaft / سُورانی (مُکریانی) کوت / فارسی افتاد
اردلانی خفت xaft / سُورانی (مُکریانی) خوت / فارسی خوابید
اردلانی نفت naft / سُورانی (مُکریانی) نوت / فارسی نفت
در لهجه اردلانی بر خلاف سُورانی (مُکریانی) در برخی واژه‌ها از حرف (م) به جای (و) استفاده می‌شود یا برعکس در بعضی از واژگان به جای (و) از صامت (م) استفاده می‌شود.
زمستان زمسان «اردلانی» / زوستان سُورانی (مُکریانی)
زبان / زووان «اردلانی» / زمان سُورانی (مُکریانی)
رودخانه / چم «اردلانی» / چوم سُورانی (مُکریانی)
مهمان / میمان «اردلانی» / میوان سُورانی
تفاوت آشکاری نیز بین گویش اردلانی سنندج و روستاهای اطراف سنندج قدیم ودر واقع اطراف قلعه حسن‌آباد (حسن‌آباد، کانیمشکان، دروه نه، مربزان ...) با سایر مناطق شهرستان سنندج وجود دارد. این تفاوت در گفتار را قبلاً به شوخی تفاوت بین شه‌که‌ره سنه یی  و زڕه‌سنه یی می‌گفتند. در گویش سنندجی و چند روستای ذکر شده اطراف آن لهجه ای حاکم است که توان نوشتاری آن بیشتر یا اصطلاحاً لفظ قلم است و نوعی تشخص شهری در آن دیده می‌شود. این شیوه محاوره درته لهجه سنندجی امروز به دلیل تأثیر مهاجرت‌ها کم رنگتر شده‌است. تفاوت آشکار آن در تلفظ گ آخر افعال است؛ که در کردی سورانی و مکریانی و هورامی wa (وه) ودر گویش روستاها و شهرهای دیواندره، کامیاران، دهگلان، روانسر، روستاهای مریوان و بیجار، سقز (تیلکو) از پسوند ya (یه) استفاده می‌شود مانند خواردگه به‌جای ، خواردیه ، رژیاگه به‌جای ، رژیایه همچنین تفاوت‌های آشکار دیگر آن در تلفظ نکردن گ در گل مخصوص جمع اسماء است. همچنین در روستاهای سنندج به‌جای ب در بسیار موارد و تلفظ می‌شود مانند ئه م به ر که ئه م وه ر تلفظ می‌گردد. در روستاهای سنندج گ آخر افعال کامل تلفظ نشده و تلفظ آن به وه نزدیک می‌گردد مانند رژیاًگ"ه که گ تلفظی بین د و گ دارد. اخیرا در ضبط ضرب المثل‌ها و اصطلاحات گویش سنندجی اشتباهاتی مشاهده می‌شود. مثلا واژه ناگیرگی غلط بوده و در سنندج ناگیریی تلفظ می‌گردد. یا مثلا گاوه سن (گاوآهن) در سنندج هم هیچوقت گاوه سنگ تلفظ نمی‌گردد. مثلا ضبط مثل "به ده سی دو هه نی هه ل ناگیرگی" غلط است و ناگیریی درست است یا در جای دیگری نوشته‌اند "درگای شار ئه وسگی …" که ئا وسیی درست است و ئه وه سگی مجعول است. تفاوت‌های دیگری نیز وجود دارد در شهر سنندج مثلاً به‌جای ئیره (اینجا) ئه گره گفته می‌شد که امروزه کمتر شنیده می‌شود؛ بنابراین گفته شد که لحن ایلات و عشایر موسوم به کرد و به ویژه جاف‌ها با لهجه اردلانی علیرغم سنخیت ساختاری دارای تفاوت‌هایی است. این تفاوت‌ها در تلفظ گ و د در وسط واژه‌ها و گ در آخر افعال است که در لحن غیر شهری به‌صورت صدایی گنگ برآمده از کام است.
بنظر می‌رسد که شیوه گفتاری لهجه‌ها در دورانی طولانی دارای معیاری نوشتاری بوده که در حد فاصل لهجه‌های کَلهری، لَکی، هَورامی و جافی و اردلانی قرار داشته‌است؛ و مردم موسوم به گُوران با آن لهجه معیار صحبت نمی‌کرده‌اند بلکه همانند امروز دارای گویش‌های متعدد بوده‌اند. اما گُورانی معیار زبان نیایش، شعر و آواز گروه‌های وسیعی از مردم غرب ایران شامل کردها و لرها بوده و شاید با پهلوی زمان ساسانی دارای پیوند بوده‌است. در استان کرمانشاه امروزه به اشتباه گُوران و آیین اهل حق یا یارسان مترادف گرفته می‌شود که این صحیح نیست؛ و بروز یارسان بسیار جدیدتر از گُوران است. به‌طور خلاصه خوشه متنوع لهجه میانی کردی که اردلانی شعبه ای از آنست از حدود چهارصد سال قبل و در داخل امارت محلی اردلان و پس از ایجاد رونق اقتصادی و امنیت نسبی در حوزه فعلی گویشوران این لهجه به مرور لهجه‌های شمالی و جنوبی کردی را پس رانده و به عنوان لهجه ای معیار و با نام سربرآورده است.
لطافت و نرمی لهجه اردلانی
نمونه هائی از اصطلاحات و امثال و حکم خاص منطقه سنندج را ارائه می‌نمایم که در عین سادگی بسیار زیبا، گویا، و از نظر فرم زبانی نیز اصیل و سالم می‌باشند.
به‌رم که‌نه‌و پشتم که‌نه‌ڵان - بوێ ئه‌چه‌لێ - پرسیان له قنڵاشک مه‌نزڵت کوێنه‌س وتی با ئه‌زانێ—پڕکێشی ناکات - پێشهٔ پرتووکیاگه - په‌رمیاگم پیا - په‌شوکیاگه - تا ئه‌یژێ هاڵه هه‌نگوور پێ ئه‌گه‌ێ - تروشکه له خوهٔ دوو شکه - ته‌ک ئاو گه‌نیاگه هه‌ڵ ئه‌کات - تا ڕیوی قه‌واڵهٔ خوهٔ خوه‌ند که‌وڵیان کرد - ته‌ڕه هه‌سه هه‌ر ئه‌مه‌سه - ته‌ڵ کریاگه - به که‌ر ناوێرێ به کوپان شێره - چما ئه‌یژی عیسی گرتیه‌و مووسا خانییه - چه هه‌ڕگێ بنیشم - حاشا له‌و قه‌وره مڕومشتی تیا نیه—خاسی که و بیه ده‌م ئاوه‌و – خاڵو زیااخان زیایهٔ خوه‌ت بو خوه‌ت سه‌ر وه سه‌ر ده‌ربێ – چێو هه‌ڵگره سه‌گ دز دیاره - چاوه چاو ئه‌کات – چنگه کڕێ ئه‌کات – به دوسم دوسم کای کرده پوسم – به دوعای کتک باران ناوارێ – به کشێ هات و به فشێ چوو – ترسیاگ لێ ڕه‌سیاگ – تا خان بڕازێ له‌شکه‌ر ئه‌ترازێ—و خوشبختانه چندین هزار از این ساختارهای سالم زبانی را می‌توان ارائه کرد.

## مقایسه و ارتباط لهجه اردلانی با پارسی باستان Old Persian
گرچه پارسی باستان زبانی مربوط به ۲۵۰۰ سال قبل می‌باشد اما حجم وسیع واژگان هخامنشی که هنوز در گویش اردلانی باقی مانده‌است و در سایر گویش‌های کردی و حتی زبان فارسی امروزی نیز وجود ندارد گویش اردلانی نزدیکی زیادی به زبان هخامنشی دارد، مهم‌ترین ویژگی زبان پارسی هخامنشی مانند لهجه اردلانی شروع فعل با تک واژه /a/ می‌باشد که فقط مختص گویش اردلانی است.
zūrakara āham naiy adam naimaiy taumā upariy arštām upariyāyam
zūra+kara زورگر، فریبکار، اردلانی زورکار zurkar
ā+ham، بودن هستن، در اردلانی ham هم (āham naiy)نیستم
adam، من، کردی (من، ام، امن)am,ضمیر اول شخص، در کرمانجیezو پهلوی اشکانی az، اوستا، ازم azem
na+imaiy نه ما، در اردلانی، نه ایما na ima
taumā تخم، نژاد، خاندان در اردلانی توم و توو به معنی نژاد و تخم tum
upariy دوری و بالاتر، در اردلانی، اوپریupary
arštām راستی، حقیقت، در اردلانی راستن، lراسن
upariy+āyam رفتار کردن، احترام گذاشتن، در اردلانی، دمو پیریdam uperiy، پیری
𐎱𐎫𐎡𐎱𐎹𐎢𐎺𐎠 𐏐 𐎶𐎼𐎫[𐎡𐎹 𐏐 𐏃𐎹 𐏐 𐎭𐎼𐎢]𐎩𐎴 𐏐 𐎠𐏃𐎫𐎡𐎹 𐏐 𐎠𐎺𐎶 𐏐 𐎢𐎳𐎼𐏁𐎫𐎶 𐏐 𐎱𐎼𐎿𐎠 𐏐 𐎹/𐎮𐎡𐎹
  p-t-i-p-y-u-v-a : m-r-t-[i-y : h-y : d-r-u]-j-n: a-h-t-i-y : a-v-m : u-f-r-š-t-m : p-r-s-a : y-/di-i-y
patipayauvā: martiya: hya: draujana: ahatiy: avam: ufraštam: parsā: yadiy
pati+payauvā محافظت از بدی و خطر، گویش اردلانی (بی یوا بی)beva be دور از بلا و مصیبت
martiya مرد، اردلانی مرد mard
hya، که، در اردلانی کهka
draujana دروغگو، اردلانی دروزنه druzena
a+ha(n)tiy هستند، اردلانی، هن han، هیه
ava+m آن، اردلانی، اوه، اوان avan
ufraštam parsā yadiy مورد پرس و جو، مجازات اردلانی او فره شیان لی پرسیا ua frišean persya
از ویژگی زبان هخامنشی حذف صامت n قبل از d یاt می‌باشد.
Line: 32 𐏐 𐎴𐎡𐎹 𐏐 𐎠𐏀𐎭𐎠 𐏐 𐎠𐎲𐎺 𐏐 𐎫𐎹 𐏐 𐎲𐎼𐎮𐎡𐎹 𐏐 𐎠𐎺𐎩𐎫 𐏐 𐎱𐎿𐎠𐎺 𐏐 𐎣𐎲𐎢𐎪𐎡𐎹 𐏐 𐎸𐎢𐎭𐎼𐎠𐎹𐎶
: n-i-y: a-z-d-a: a-b-v: t-y: b-r-di-i-y: a-v-j-t: p-s-a-v: k-b-u-ji-i-y: mu-u-d-r-a-y-m
: naiy: azdā: abava: tya: Bardiya: avajata: pasāva: Kabūjiya: Mudrāyam
naiy az(n)dā ندانستن، نفهمیدن، در اردلانی (نی ازانی) nay azania
عیلامی یا خوزی turna و dona به معنی دانستن، دانا
avaمی‌شود، اردلانی، بوآ، اوی، ابی،abi,beva
ava+ja(n)ta، کشتن، در اردلانی جنین، انجن، اجن، اجنی به معنی کشتن و بریدن و زخمی‌کردنajene
همچنین از واژه akuženبه معنی کشتن استفاده می‌شود
pas+āva پس از آن، پاشان pashan
Bardiya بردیا، مصرMudrāyam,کمبوجیهKabūjiya
ašiyava yaθā Kabūjiya Mudrāyam ašiyava pasāva kāra arika abava
ašiy+ava می‌رود اردلانی اچیتوا، اچی achitava
yaθā وقتی که، هنگامی، , کاتی kati (دگرگونی yبه kوθبهt) در کرمانجیgava (دگرگونی y به g و θ به v)
Kabūjiyaکمبوجیه، مصر Mudrāyam
n)a+rika)نافرمان نامنظم، اردلانی ناریک، نامیزان
ab+ava می‌شود، اردلانی، ابی ابن، بوآ، beva,abi,aben
Line: 44 𐏐 𐎠𐎢𐎼𐎶𐏀𐎭𐎠𐏃 𐏐 [𐎼]𐎥𐎶 𐏐 [𐎺]𐎼𐎮𐎡𐎹𐎡𐎹 𐏐 𐎹𐎰𐎠 𐏐 𐎡𐎶 𐏐 𐏃𐏁𐎡𐎹𐎶 𐏐 𐎴𐎡𐎹 𐏐 𐎯𐎢𐎽𐎢/𐎧𐎫𐎶
  : a-u-r-m-z-d-a-h : [r]-g-m : [v]-r-di-i-y-i-y: y-ϑ-a : i-m : h-š-i-y-m : n-i-y : du-u-ru-u-/x-t-m
: Auramazdāha: ragam: vardaiyaiy: yaϑā: ima: hašiyam : naiy: duruxtam
Aura+maz(n)dāha اهورا، هور، خور به معنی خدا و مزدا به معنی بزرگ،
ragam سرعت عجله، در اردلانی، راکه راکان،rakan,raka
vartaiyaiy چرخش برگشتن، اردلانی، گرایه،garaiy) ورگریای، گریایvargaryai
yaθā وقتی که، kata کات، در کرمانجی گاوا gava
ima این اردلانی ama,ema
hašiyam naiy، درست خوب hašiya در اردلانی xasiya خاسیه، تبدیل و دگرگونی hبهxو تبدیلš به s به سورانی (چاک،chak)، زبان تاتی (چوک chok)
naiy نهhašiyam naiy درست نیست، خوب نیست
duruxtam دروغ گفتن اردلانی درو وتن druvten
agarbāyatā pasāva Kabūjiya uvāmaršiyuš amariyatā
agar+bāyatā گرفتن در اردلانی ایگریت،aegrit
pas+āvaپس از آن، پاشان pašan
Kabūjiya کمبوجیه
uv+āmaršiy+uš مردن به دست خودش، امری ameri مردن، خویشuš
amariyatāمی‌میرد، در اردلانی امریت amrit
dauštā biyā utātaiy taumā vasiy biyā utā dargam jīvā
dauštā دوست اردلانی دوسا، دوست dusa
biyā باشد اردلانی بیت، بی bit
utā+taiy شما ضمیر دوم شخص اردلانی ایوا
taumā تخم نژاد اردلانی توم توو tum
vasiy همه، در اردلانی گشت،gišt گشتی،gištiy، در هورامی vis ویس، به سورانیhamu همو، gištiy از دگرگونیs به šو v به g
ویس –ویس پا: در پارسی باستان به معنی «همه» است. در اردلانی «gişt» به معنی «همه» است. v «و» در پارسی باستان و پهلوی ساسانی بسیاری از واژه‌ها تبدیل به g «گ» شده‌است؛ مثلاً «وراز» در اوستا و پهلوی تبدیل به گراز شده‌است یا «ویشتاسپ» تبدیل به «گشتاسپ» شده‌است. در گویش‌های شمال غربی مانند زازاکی تاتی و هورامی حرف (و) تغییری آوایی صورت نمی‌گیرد
utā (و) حروف ربط، اردلانی و (ua , (u
dargam دراز اردلانی دریژه deriža
jīvā زندگی اردلانی ژیوا، ژین živ, žina
Line: 22 𐏐 𐎠𐎲𐎼𐎶 (𐏐) 𐏃𐎹 𐏐𐎠𐎼𐎡𐎣 𐏐 𐎠𐏃 𐏐 𐎠𐎺𐎶 𐏐 𐎢𐎳𐎼𐎿𐎫𐎶 𐏐 𐎠𐎱𐎼𐎿𐎶 𐏐 𐎺𐏁𐎴[𐎠] 𐏐 𐎠𐎢𐎼𐎶𐏀𐎭𐎠/𐏃
  : a-b-r-m (:) h-y : a-r-i-k : a-h : a-v-m : u-f-r-s-t-m : a-p-r-s-m : v-š-n-[a] : a-u-r-m-z-d-a-/h
: abaram: hya: arika: āha: avam: ufrastam: aparsam: vašnā: Auramazdāha
abaram دادن، پاداش دادن اردلانی ابه، برو، aba, baru
n)arika)نافرمان، بی وفا اردلانی ناریک، نامیزان narik
ava+m آن، اردلانی، اوا ava
ufrastam: aparsamپرس و جو و مجازات، اردلانی اوفرشیان اپرسیا ufraišyan apersia
vašnā رضایت، وش در گویش اردلانی (بش) معادل واژه بختbaxt در اوستا و کرمانجی، وشنا اهورا مزدا به اردلانی (بش خوا) اشاره به قضا و قدر، بش bash در گویش اردلانی به معنای قسمت و سهم نیز می‌باشد. (بش خورا، بش خوا، قوروان بشت بم)
فره ایزدی و مسئله اختیاربا توجه به اعتقاد به فرّه کیانی (فره شاهی) که پادشاهی را برای برخی از افراد به ارمغان می‌آورد، مسئله اختیار و قضا و قدر الهی بررسی شدنی است. در کتیبه‌های پارسی باستان، پنجاه واژه وشنا(vašna) در معنای» اراده «به کار رفته‌است و در همه آنها به اراده اهورامزدا اشاره می‌شود. داریوش شاه چندین بار تأ کید می کندکه به اراده اهورامزدا، شاه است و هرچه می‌کند به لطف اوست، اما جکسون (Jackson)این مسئله را نشان دهنده باور سخت پارسیان به وابستگی شدید آنان به اراده می‌داند. نشانی از تقدیر وزروان باوری (اندیشه یا آیینی دربردارنده اعتقاد به جبر)
جایگاه اختیار و جبر (زروان باوری) در نگرش ایرانیان باستان صورت مفعولی بخت(baxta)در اوستا، در معنای بی‌اراده به کار می‌رود که از(bhag)آریایی؛ یعنی اختصاص دادن و مختص بودن (هندی باستان :bhajati» تقسیم کردن «،bhakta» قسمت کردن آمده و در قالب نامی خنثیبه معنا ی سرنوشت تخصیص دادهشده یا تقدیر حکم شده به کار رفته‌است.
۲اهورامزداAura+maz(n)dāha اهورا مزدا (خدا)
Line: 10 𐏐 𐎧𐏁𐎠𐎹𐎰𐎡𐎹𐎠 𐏐 𐎠𐏃 𐏐 𐎠𐎭𐎶 𐏐 𐎴𐎺𐎶 𐏐 𐏒𐏒𐏒𐏒𐏑 𐏐 𐎯𐎢𐎻𐎡𐎫𐎠𐎱𐎼𐎴𐎶 [𐏐 𐎺𐎹𐎶 𐏐] 𐎧𐏁𐎠𐎹𐎰𐎡/𐎹𐎠
  : x-š-a-y-ϑ-i-y-a : a-h : a-d-m : n-v-m : 2-2-2-2-1 : du-u-vi-i-t-a-p-r-n-m [: v-y-m :] x-š-a-y-ϑ-i-/y-a
: xšāyaϑiyā: āha: adam: navama: 9 :duvitāparanam: vayam: xšāyaϑiyā
xšāya+ϑiyā شاه، اردلانی شا
adam ضمیر من، کردی مرکزی (ام، امن، من am) پهلوی اشکانی az، کرمانجی ez، اوستا azem
nava+ma نهم، در اردلانی، نوا، نو noa
duvi(n)tā+paranam دربارهٔ معنی این واژه دو نظر متفاوت وجود دارد که البته نظر دوم درست به نظر می‌رسد.
۱- به معنی دو تا بال، در pariyana به معنی بال،duvi(n)tā به اردلانی دوانهduvana(دو تا)
2-duvitāparanam به معنی (از اول) در اردلانی دوا و برن به معنی اول تا آخر، paranam برن، به معنی اول جلو duvitā دوایت، دوا به معنی عقب، پشت سر، دنبال، آخردر زبانهای شمال غربی مانند هورامی، لکی، تاتی به صورت دما، دوما، در فارسی نو دنبال (دمبال)
vayamشدن رسیدن، اردلانی، بم بیوم، گین bevem,gayen,bem
جدول شماره ۱: مقایسه لغوی گویش اردلانی با زبان هخامنشی
| واژه پارسی هخامنشی |  | در اردلانی     | آوانویسی          | فارسی                             |
| ϑātiy              |  | وتی، گوتی      | Vetiya,gutiya     | می‌گوید                            |
| didā               |  | دیا            | dia               | دید                               |
| dahy+āuš           |  | زوی، سرزوی     | Zavi              | سرزمین، کشور                      |
| frā+bara           |  | فرا به، فرابرو | frabaru           | دادن، بردن                        |
| avaina             |  | اوینی          | aveni             | می‌بیند                            |
| azdā               |  | ازانی          | azani             | دانستن                            |
| akun+avam          |  | اکن            | akan              | انجام می‌دهند                      |
| gastā              |  | گز، گس         | gez               | شر، آسیب، حیله                    |
| viyakanam          |  | بی خن اکنن اخن | bixan axan akanen | از بین بردن، سرنگون کردن          |
| aniyašca           |  | هینا، هینش     | hina hinesh       | دیگر، دیگری                       |
| nīšādayam          |  | دانشین         | danishin          | نشستن                             |
| ajanam             |  | اجن، جنین      | ajnen             | بریدن کشتن، زدن                   |
| nīštāya            |  | نیشتیا         | nishteya          | نشسته                             |
| θardam             |  | سردم           | sardam            | به معنی سال، در کردی به معنی زمان |
| hauv               |  | او             | au                | او                                |
| kaufa              |  | کیف            | kifa              | کوه                               |

جدول شماره ۲: مقایسه لغوی گویش اردلانی با زبان هخامنشی
| واژه پارسی هخامنشی |  | در اردلانی     | آوانویسی  | فارسی                   |
| skauθ+iš           |  | شکت            | šakat     | ضعیف، خسته              |
| šiyā+ta            |  | شایی           | šaiy      | شادی                    |
| avaθā              |  | اوسا           | avsa      | پس، به این ترتیب، آنگاه |
| θuvām              |  | ایوا           | ewa       | شما، ضمیر               |
| adam               |  | ام، امن، من    | am        | من، ضمیر                |
| xšnāsāhy           |  | شناس اشناسی    | šnase     | شناس، شناخت             |
| kāsaka             |  | کوچک           | Kochek    | سنگ                     |
| kapautaka          |  | کئو، کئوگ      | Kau       | کبود، آبی               |
| hašiya             |  | خاسه           | Xasa      | درست، راستی             |
| hainā              |  | قینه، کینه     | qina,kina | دشمنی                   |
| hạzānam            |  | زووان          | zuvan     | زبان                    |
| ima                |  | امه            | ama       | این                     |
| tigrā              |  | تیژ            | Tez       | تیز                     |
| aθanga             |  | سنگ            | saŋ       | سنگ                     |
| hamarana           |  | امرنی          | aemarni   | جنگ، نبرد کشتن          |
| pariyana           |  | پیری، دمو پیری | Periy     | رفتار، احترام           |

## ارتباط گویش اردلانی با زبان اوستایی[۳۸]
در گویش اردلانی علاوه بر نزدیکی با زبان پارسی باستان دارد بعضی از واژه‌های زبان اوستایی در پارسی باستان هم دیده می‌شود. وجود واژه‌های اوستایی در گویش اردلانی به دلیل زرتشتی بودن اهالی منطقه در قبل اسلام می‌باشد البته بسیاری از واژگان اوستا و پارسی باستان مشترک هستند و با هم تفاوت‌های دارند. کتاب اوستا اولین بار در دوره هخامنشیان تدوین شد که به اوستا قدیمی و دومین بار در دوره اشکانیان تدوین شد لذا دوقسمت اوستا تفاوت‌های از لحاظ لغوی دارد و در اوستای دوره اشکانی لغات زیادی از زبان اشکانی وارد اوستا شده‌است. از بررسی زبان اوستا می‌توان گفت فارسی جدید تأثیر فراوانی از آن گرفته‌است. مهم‌ترین تأثیر زبان اوستایی در گویش اردلانی صامت ژ ž است.
زبان اوستا در کل ۳۷ همخوان و ۱۶ واکه دارد. شیوهٔ لاتین‌نویسی حروف به صورت «هوفمان» (Hoffmann) از سال ۱۹۹۶ میلادی است.
| واج | ترانویسی | نام یونیکد          |
| --- | -------- | ------------------- |
| 𐬀   | a        | AVESTAN LETTER A    |
| 𐬁   | ā        | AVESTAN LETTER AA   |
| 𐬂   | å        | AVESTAN LETTER AO   |
| 𐬃   | ā̊        | AVESTAN LETTER AAO  |
| 𐬄   | ą        | AVESTAN LETTER AN   |
| 𐬅   | ą̇        | AVESTAN LETTER AAN  |
| 𐬆   | ə        | AVESTAN LETTER AE   |
| 𐬇   | ə̄        | AVESTAN LETTER AEE  |
| 𐬈   | e        | AVESTAN LETTER E    |
| 𐬉   | ē        | AVESTAN LETTER EE   |
| 𐬊   | o        | AVESTAN LETTER O    |
| 𐬋   | ō        | AVESTAN LETTER OO   |
| 𐬌   | i        | AVESTAN LETTER I    |
| 𐬍   | ī        | AVESTAN LETTER II   |
| 𐬎   | u        | AVESTAN LETTER U    |
| 𐬏   | ū        | AVESTAN LETTER UU   |
| 𐬐   | k        | AVESTAN LETTER KE   |
| 𐬑   | x        | AVESTAN LETTER XE   |
| 𐬒   | x́        | AVESTAN LETTER XYE  |
| 𐬓   | xʷ       | AVESTAN LETTER XVE  |
| 𐬔   | g        | AVESTAN LETTER GE   |
| 𐬕   | ġ        | AVESTAN LETTER GGE  |
| 𐬖   | γ        | AVESTAN LETTER GHE  |
| 𐬗   | c        | AVESTAN LETTER CE   |
| 𐬘   | j        | AVESTAN LETTER JE   |
| 𐬙   | t        | AVESTAN LETTER TE   |
| 𐬚   | ϑ        | AVESTAN LETTER THE  |
| 𐬛   | d        | AVESTAN LETTER DE   |
| 𐬜   | δ        | AVESTAN LETTER DHE  |
| 𐬝   | t̰        | AVESTAN LETTER TTE  |
| 𐬞   | p        | AVESTAN LETTER PE   |
| 𐬟   | f        | AVESTAN LETTER FE   |
| 𐬠   | b        | AVESTAN LETTER BE   |
| 𐬡   | β        | AVESTAN LETTER BHE  |
| 𐬢   | ŋ        | AVESTAN LETTER NGE  |
| 𐬣   | ŋ́        | AVESTAN LETTER NGYE |
| 𐬤   | ŋʷ       | AVESTAN LETTER NGVE |
| 𐬥   | n        | AVESTAN LETTER NE   |
| 𐬦   | ń        | AVESTAN LETTER NYE  |
| 𐬧   | ṇ        | AVESTAN LETTER NNE  |
| 𐬨   | m        | AVESTAN LETTER ME   |
| 𐬩   | m̨        | AVESTAN LETTER HME  |
| 𐬪   | ẏ        | AVESTAN LETTER YYE  |
| 𐬫   | y        | AVESTAN LETTER YE   |
| 𐬬   | v        | AVESTAN LETTER VE   |
| 𐬭   | r        | AVESTAN LETTER RE   |
| 𐬮   | l        | AVESTAN LETTER LE   |
| 𐬯   | s        | AVESTAN LETTER SE   |
| 𐬰   | z        | AVESTAN LETTER ZE   |
| 𐬱   | š        | AVESTAN LETTER SHE  |
| 𐬲   | ž        | AVESTAN LETTER ZHE  |
| 𐬳   | š́        | AVESTAN LETTER SHYE |
| 𐬴   | ṣ̌        | AVESTAN LETTER SSHE |
| 𐬵   | h        | AVESTAN LETTER HE   |

Younger Avesta
- āsu-aspīm daδāiti Miθrō yō vouru-gaoyaoitiš yōi miθrəm nōiṯ aiβi-družinti razištəm pantąm daδāiti ātarš mazdå ahurahe yōi miθrəm nōiṯ aiβi-družinti ašaonąm vaŋuhīš sūrå spəntå fravašayō daδāiti āsnąm frazaintīm yōi miθrəm nōiṯ
āsu-aspīm اسب سواری، اردلانی اسپ asp
aiβi-družinti دروغگو، اردلانی دروزنdruzen
razištəm راستی، اردلانی راس، راستras
gaoyaoitiš گاو، اردلانی گا ga
vouru گسترده، بزرگ، در اردلانی گورا gura
ātarš آتش، اردلانی آگر،ager، آیر ayer از ریشهatar تبدیل tبهy در پهلوی ساسانی اگر پس صامت d مصوت باشد (ی) خوانده می‌شود
daδāiti دادن، اردلانی دا da
sūrå قوی قدرتمند، اردلانی zur زور زوردار
vaŋuhīš خوب اردلانی باش، اورامی وه ش
Soka, اوستایی به معنی سوزن، اردلانی سوکا درزی soka ,darzi
- mərəncaite vīspąm daiŋ́haom mairyō miθrō-druxš Spitama yaθa satəm kayaδanąm avavaṯ ašava-jaciṯ miθrəm mā janyå Spitama mā yim drvataṯ pərəsåŋhe mā yim xvādaēnāṯ ašaonaṯ vayå zī asti miθrō drvataēca ašaonaēca
vīspąm همه، اردلانی گشت vis/višt/gišt تبدیل و دگرگونی vبهg
ویس –ویس پا: در پارسی باستان و اوستا به معنی «همه» است. در اردلانی «gišt» به معنی «همه» است. v «و» در پارسی باستان، اوستا و پهلوی بسیاری از واژه‌ها تبدیل به g «گ» شده‌است؛ مثلاً «وراز» در اوستا و پهلوی تبدیل به گراز یا براز شده‌است یا «ویشتاسپ» تبدیل به «گشتاسپ» شده‌است.
kayaδanąm اعمال بد، اردلانی قیزن، قیزه ونqezin
janyå کشتن، اردلانی جنیا، اجنی، کشتن و تکه‌تکه کردن و بریدن،jenya
aša+onaṯراستی و درستی خاسن، خاس xasiya و haši+yam در پارسی باستان که xasiyaدر اردلانی مانند زبان پارسی باستان و زبان اوستا است، درست خوب hašiya در اردلانی xasiya تبدیل و دگرگونی hبهxو تبدیلš به s
asti است، اردلانی هس has
drvataēca دروغ گفتن اردلانی درو ایژی،druezi
avavaṯخیلی، این اندازه، این مقدار، اردلانی آونهauna
Old Avestan
aṯ tā vaxšyā išəntō yā mazdāθā hyaṯ-cīṯ vīdušē staotā-cā ahurāi yesnyā-cā vaŋhə̄uš manaŋhō humązdrā ašā ye-cā yā raocə̄bīs darəsatā urvāzā
yā چه اردلانی چه cha
vaxšyāمی‌گوید اعلام می‌کند، بیژی، در گویش کرمانشاهی و لکی بوشی
išəntō تلاش کردن رسیدن، اچینو achno
mazdāθā مزن به معنای بزرگ در لهجه‌های سورانی و کرمانجی
hyaṯ-cīṯ هنگامی که، بنابراین، کات kat در سورانی
yesnyā ستایش، اردلانی یاد yad به معنی ستایش و پرستش
manaŋhō ماه، در اردلانیmang مانگ، که در این مورد به اوستا نزدیک است، در بلوچی و کرمانجی ماه و در پارسی باستان ماهیا، تلفظ ngدر لهجه اردلانی مانند اوستا و زبان‌های ژرمنی و اروپای شمالی به صورت ŋ می‌باشد
ašā راستی، درستی اردلانی xasiya خاسیه
raocə̄bīs روشن، روچن در هورامی اردلانی روشن
da+rəsatāزیبا، قشنگ، اردلانی رازیا، دی رازنتrazand رازاندوه
جدول شماره ۱ مقایسه لغوی اوستا با گویش اردلانی
| واژه اوستایی |  | در اردلانی | آوانویسی   | فارسی                                                                             |
| ayə ayəm     |  | امه        | ama        | این، در لهجه کرمانشاهی و لکی آیه،eya                                              |
| xvafna       |  | خفتنا      | Xftna      | خواب، رؤیا                                                                        |
| aθa          |  | اوسا       | awsa       | آنگاه، به این ترتیب، سپس                                                          |
| aθra         |  | اولا، اورا | awla,awra  | آنجا                                                                              |
| ana          |  | هین        | hen        | دیگر، دیگری                                                                       |
| ayah         |  | آسن        | asen       | آهن                                                                               |
| vacah        |  | وشه، ویژ   | vsha       | واژه، کلمه، سخن                                                                   |
| ava          |  | اوا        | ava        | این، که                                                                           |
| avar         |  | خوار       | -xwar      | پایین                                                                             |
| avant        |  | آونه       | awna       | ، مقدار خیلی، آنقدر                                                               |
| jan          |  | جنین       | Jeni       | کشتن و بریدن                                                                      |
| bu           |  | بو         | bu         | شدن                                                                               |
| anya         |  | هینه       | hena       | دیگر                                                                              |
| ərəš         |  | راس        | ras        | راست، درست                                                                        |
| aspa         |  | اسپ        | asap       | اسب                                                                               |
| aša haiθya   |  | خاسه خاسیه | xasa Xasya | راستی، درستی، خوبی دگرگونی h بهx، در گویش سورانی (چاک،chak)، زبان تاتی (چوک chok) |

جدول شماره۲
| واژه اوستا |  | در اردلانی    | آوانویسی    | فارسی                                                       |
| azəm       |  | ام، من        | ,men ,am    | من، ضمیر، کرمانجی،ez                                        |
| āsu        |  | آزو، زو، زوکه | azu zuka    | سریع                                                        |
| ātar       |  | آیر، آگر      | ayer ager   | آذر، آتش زازاکی،adar                                        |
| tvə̄m       |  | ایوا          | ewa         | شما، ضمیر                                                   |
| vaxš       |  | وچ            | vech        | رشد، جوانه زدن                                              |
| uta        |  | او            | au          | حرف ربط و                                                   |
| kainya     |  | کنیشک         | Kanishk     | دختر، هورامی کناچی                                          |
| kadā       |  | کات           | kat         | وقتی                                                        |
| kayaδa     |  | قیز، قیزن     | qeza        | اعمال بد و زشت                                              |
| vas        |  | بیزه خواز     | biza Xwaz   | خواست و آرزو، میل (دوران بارداری زن)، در زبان سوارنی (ویست) |
| raod       |  | رویه          | roia        | رشد، جوانه                                                  |
| hvar       |  | خور           | Xwr         | خورشید                                                      |
| gairi      |  | کیف           | Kif         | کوه، در بلوچی و کرمانجی گری به معنای کوه و تپه              |
| gaya       |  | ژیان، گیان    | giyan žiyan | زندگی، لهجه اردلانی گیان، *سورانی ژیان                      |
| gao        |  | گا، مانگا     | ga          | گاو                                                         |
| gəuša      |  | گویچکا        | gauechka    | گوش                                                         |

- واژه ژیان در لهجه اردلانی وجود ندارد، و مربوط به گویش سورانی است.
- جدول شماره ۳

| واژه اوستایی |  | در اردلانی | آوانویسی | فارسی                                          |
| jə̄naya       |  | ژن         | žen      | زن                                             |
| tvə̄m θwa     |  | ایوا       | ewa      | شما، ضمیر                                      |
| dā           |  | دا         | da       | دادن                                           |
| darəga       |  | دریژ       | drež     | دراز، طولانی                                   |
| darəsata     |  | دی رازن    | derazen  | زیبا برای دیدن                                 |
| dugədar      |  | کنیشک      | kanishk  | دختر، دوتdot در کلهری، کرمانجی، لکی*بلوچی دهتر |
| parā         |  | بر له      | barla    | قبل از                                         |
| parā         |  | پر، اوپر   | par      | جای دور                                        |
| pouru        |  | فرا        | fra, per | بسیار، زیاد                                    |
| pərəs        |  | پرس        | Pers     | پرسیدن                                         |
| paθana       |  | پانه       | Pana     | پهن، بزرگ                                      |
| manah        |  | مانگ       | Mang     | ماه                                            |
| pairi        |  | پالی       | Pale     | دور اطراف                                      |
| cašman       |  | چاو        | chaw     | چشم، در هورامی و لکی چم                        |
| barəz        |  | برز        | barz     | بلند، کرمانجی bilnd                            |
| maēγa        |  | مژ         | Mež،hawr | مه(Mež)، ابر                                   |

*واژه دختر و دوت در گویش اردلانی وجود ندارد
جدول شماره ۴ مقایسه لغوی اوستا با گویش اردلانی
| واژه اوستایی |  | در اردلانی     | آوانویسی   | فارسی                       |
| gə̄uš-cā      |  | گویچکا         | gauchka    | گوش                         |
| ciθrəm       |  | چرمو، چرمگ     | Charmu     | روشن، اردلانی سفید          |
| gam          |  | اگیم، گین      | agem       | رفتن                        |
| θwaxša       |  | هوش            | Hush       | مراقبت، مواظبت              |
| dahyav       |  | زوی            | Zavi       | سرزمین، کشور                |
| dužvarena    |  | دژوار (سورانی) | dižvarea   | انتخاب بد                   |
| mərəγa       |  | مامر           | Mamer      | مرغ، پرنده، در سورانی مریشک |
| yaθa         |  | وسه            | Wasa       | مانند                       |
| yaṯ          |  | کات            | Kat        | وقتی                        |
| vohu*        |  | باش، خاس       | xas Bash   | خوب*                        |
| vahya*       |  | باش، خاسیه     | xasya Bash | بهترین *                    |
| vīspa        |  | گشت            | gisht      | همه                         |
| varav        |  | گورا           | gura       | بزرگ، گسترده                |
| sūra         |  | زور            | Zur        | قوی و قدرتمند               |
| šava         |  | چووه           | Chuwa      | حرکت کردن                   |
| zasta        |  | دس             | das        | دست                         |

- واژه vohu معادل واژه خوب در زبان فارسی نو در هیچ‌کدام از گویش‌های کردی وجود ندارد.

## ارتباط گویش اردلانی با زبانهای شمال غربی و مرکزی ایران تاتی، تالشی، هورامی، بلوچی
زبان‌های فلات مرکزی یا گویش‌های مرکز ایران به دسته ای از زبان‌های ایرانی شاخهٔ شمال غربی گفته می‌شود که در گذشته در استان اصفهان و استان مرکزی رایج بوده‌است. بیشتر این گویش‌ها در حال انقراض است و در میان نسل جدید جای خود را به فارسی داده‌است.
گویش‌های مرکزی ایران: گویش‌هایی هستند که می‌توان به، محلاتی، وانشانی و خوانساری اشاره نمود. گویش قدیم کرمان و یزد که توسط زرتشتیان و یهودیان این دو شهر حفظ شده گویش قدیم اصفهان که در اشعار برخی شاعران مانند اوحدی اصفهانی نشانه‌هایی از آن بدست آمده توسط کلیمیان این شهر و روستایهای مجاور شهر مانند زاینده رود و گز باقی مانده‌است. این زبان مرکزی که گاهی زبان راجی نیز نامیده می‌شود در گذشته در شهرهای ری و قم و همدان نیز تکلم می‌شده‌است بیشتر زبانهای مرکزی ایران ریشه آن به زبان مادی باستان برمیگرد. بیشتر زبانهای کردی مانند سورانی و اردلانی تأثیراتی را از زبانهای مرکزی ایران گرفته‌اند اما زبان هورامی از زبانهای نزدیک به زبان‌های مرکزی ایران و شرق دریای خزر بوده واین نظر مورد تأیید تمام زبان شناسان و شرق شناسان غربی بوده‌است.
گویشهای شمال غربی به گویشهای مانندتاتی، تالشی، لکی، هورامی، گیلکی مازندرانی، بلوچی، آذری کهن، دیلمی و تا حدودی گویش کردی سورانی نیز ریشه آن به دریای خزر و شرق آن یعنی پهلوی اشکانی برمیگرد.
جدول مقایسه نام حیوانات (جانوران، پرندگان و حشرات) در گویش اردلانی با زبان هورامی که زبان هورامی بیشتر به زبانهای مرکزی ایران و کناره دریای خزر نزدیک است.
| واژه اردلانی     | آوا نویسی  | واژه هورامی     | آوانویسی  | فارسی    |
| ورچ، هرچ         | Wrch       | هشه             | hasha     | خرس      |
| دال              | Dal        | هلو             | halo      | عقاب     |
| سیسرک            | Siserk     | قولانچه         | Gholancha | سوسک     |
| ملوچک، ملیچک     | Mlochek    | مریچیه          | Mrichea   | گنجشک    |
| کو               | Kao        | ژرژی            | Zhrzhe    | کبک      |
| مشک              | Meshk      | مله             | Mla       | موش      |
| گرگ              | Gorg       | ورگ             | Wrg       | گرگ      |
| مامر، مراوی      | Mamer      | کرگی            | Krgi      | مرغ      |
| مار              | Mar        | مار             | Mar       | مار      |
| پز               | Paz        | میه، می         | Mia       | گوسفند   |
| مئز، مگز         | Magaz      | مشی             | Mshi      | مگس      |
| سموره            | Samora     | سمور            | Samora    | سنجاب    |
| مارموله، مارموزک | Marmola    | ترتیره مارمزروک | Trtira    | مارمولک  |
| پپو وه سر        | Papo wasar | پپو، شانه وه سر | papo      | هدهد     |
| گا               | Ga         | گو، گاو         | Go        | گاو      |
| کر               | Kar        | هر              | Har       | خر       |
| ، کوریشک کرویشک  | Koreshk    | هوریشه          | Horesha   | خرگوش    |
| کتک، پشی         | Ketek,pshi | کته             | Kata      | گربه     |
| دوماره کول       | Domarakol  | دمارکول         | Damarkol  | عقرب     |
| سگ، سه کا        | Sag        | توته            | tuta      | سگ       |
| بزن              | Bezen      | بزه             | Beza      | بز       |
| اسپ، هیسر        | hiser      | اسپ             | Asp       | اسب      |
| برن              | Baren      | ______          | _____     | قوچ      |
| روویی            | Rowe       | رواس            | Rwas      | روباه    |
| کوتر             | koter      | کاوتری          | Kawtre    | کبوتر    |
| هنگ، زرده واله   | Hang       | زنواله          | Znwala    | زنبورعسل |
| مروچه            | Mrwcha     | مروچه           | Mrwcha    | مورچه    |
| په پوله          | Papola     | پپوله           | Papola    | پروانه   |

به نظر می‌رسد واژه ملوچک (گنجشک) در گویش اردلانی واژه ای قرضی از هورامی است که وارد گویش اردلانی شده‌است این واژه در زبانهای مرکزی ایران هم دیده می‌شود.
مقایسه اعداد زبان تاتی از زبانهای شمال غربی با گویش اردلانی
زبان تاتی از زبانهای مرکزی و شمال غربی ایران که به اعتقاد بیشتر زبان شناسان زبانهای ایرانی زبان تاتی جز زبان باستانی ماد می‌باشد در این بخش به مقایسه اعداد در زبان تاتی و هرزنی آذربایجان و گویش کردی اردلانی می‌پردازیم.
| اعداد گویش اردلانی | آوا نویسی     | اعداد زبان تاتی   | آوانویسی        | فارسی     |
| یک                 | yek           | ای                | I               | یک        |
| دو                 | do            | ده                | De              | دو        |
| سه                 | Se            | هره، هری          | Here            | سه        |
| چوار               | Choar         | چ، چو             | Cho             | چهار      |
| پنج                | Panj          | پینج              | Pinj            | پنج       |
| شش                 | shash         | شوش               | Shosh           | شش        |
| هفت                | haft          | هوفت              | Hoft            | هفت       |
| هشت                | Hasht         | هشت               | Hasht           | هشت       |
| نو                 | No            | نوو               | Nov             | نه        |
| ده                 | Da            | دوه               | dava            | ده        |
| یانزه              | yanza         | دوهوئی            | Doho-i          | یازده     |
| دوانزه             | Doanza        | دوهوده            | Daho da         | دوازده    |
| سیانزه             | Seyanza       | دوهو هره          | Doho hera       | سیزده     |
| چوارده             | Choarda       | چرده، دواچو       | Doho cho        | چهارده    |
| پانزه              | Panza         | دواپنج، پوزده     | Dava pinj       | پانزده    |
| شانزه              | Shanza        | دهو شوش           | Doho shosh      | شانزده    |
| هفده               | Hfda          | دهو هوفت دواهوفت  | Dava hoft       | هفده      |
| هژده               | Hzhda         | دوا هشت           | dava hasht      | هجده      |
| نوزده              | Nwzda         | دوهونوو، دوانوو   | Doho nov        | نوزده     |
| بیس                | Bis           | ویست              | Vist            | بیست      |
| نووه               | Nawa          | سویری دوه کیم     | Soyri doh kim   | نود       |
| سیصو هزار          | Sesad - hazar | هره سویر هرو      | Hera soyr hzao  | سیصد هزار |
| صد، صه             | Sad           | سویر، سا          | soyr            | صد        |
| میلیون             | Milun         | هزو هزو           | Hazo hazo       | میلیون    |
| هفتا               | Hfta          | پنجوره ویست، هفتو | Pinjo- re vist- | هفتاد     |

از مقایسه اعداد زبان تاتی و گویش کردی اردلانی و همچنین تمام گویش و لهجه‌های کردی به جز زازا و گوران و هورامی می‌توان نتیجه گرفت اعداد کردی به زبان پارسی و دسته جنوب غربی نزدیک است تا دسته زبانهای شمال غربی و مرکزی ایران

## ارتباط گویش اردلانی با زبان پهلوی اشکانی و ساسانی
اشتراکات زبانی میان کردی گویش اردلانی و پارسی باستان و پهلوی
بررسی ریشه شناختی واژه‌های گویش اردلانی پیوستگی این گویش را با دیگر زبان‌ها و گویش‌های ایرانی، به ویژه گویش‌های جنوب غرب (پارسیگ ساسانی) و شمال غرب ایران (پهلوی اشکانی) و زبان‌های مرکز ایران (ماد) در دوره‌های تاریخی باستان، میانه و نو آشکار می‌سازد و نه تنها سیر تحول واج‌ها و ساختار واژگان گویش‌ها را به روشنی بازمی نماید، بلکه می‌تواند نشان دهنده ظرفیت واژگانی گویش و دیگر زبان‌های مرتبط با آن نیز باشد از این رو شایسته‌است که زبان‌ها و گویش‌های ایرانی، هریک از نقطه نظر علم زبان‌شناسی تاریخی و قواعد دانش زبان‌شناسی مورد بررسی موشکافانه قرار گیرند و بدین ترتیب راهی فراهم خواهد ساخت جهت حفظ و نگهداری این گنجینه‌های ارزشمند که به واسطه سایه سنگین زبان‌های دیگراندک اندک در حال فراموشی هستند.
بسیاری از واک‌های موجود در پارسی باستان و پهلوی ساسانی که بعدها تحت تأثیر الفبا و دستور زبان عربی متروک شدند در کردی امروز زنده‌اند. از جمله تفاوت‌هایی که میان واژگان هم ریشهٔ کردی اردلانی و فارسی امروزی وجود دارد جابجایی حروف و قلب و تبدیل هاست که در این گونه موارد غالباً صورت مورد استفاده در کردی اردلانی به صورت کهن واژه نزدیک تر است. این تغییرات در زبان فارسی را امروزه تحت عناوین زیر بررسی می‌کنند.
۱- یاء و واو مجهول: در پارسی باستان بیش از یک نوع یائ و واو وجود داشته که امروزه تنها صورت باقی مانده در فارسی را یاء و واو معلوم و دیگر گونه‌ها را مجهول می‌خوانند. یاء معلوم چون: تیر، جاوید، رهی، بید و واو معلوم چون: تموز، آهو، توت. صورت مجهول واو و یاء در فارسی از میان رفته و در کردی با علامت «ی» و «و» از شکل معلوم آن‌ها متمایز می‌شوند و در واژگانی چون: شیر، دلیر، زور، شور و… وجود دارند.
«بعد از اسلام که خط پهلوی به عربی بدل شد و در حروف هجای عربی برای تلفظ واو و یاء مجهول حروف خاصی موجود نبود به مرور زمان تفاوت میان آنها از میان برخاست و همه معروف خوانده شدند.» (جهانگیر، ۱۳۸۵: ۲۱)
۲ - ابتدا به سکون: در زبان‌های ایرانی باستان گروه‌های صامت، یعنی اجتماع دو صامت در آغاز کلمه وجود داشته‌است اما بعدها از میان برخاسته است (خانلری، ۳۵۱:۱۳۶۵) این تغییر نیز باز به دلیل نفوذ و تأثیر دستور زبان عربی اتفاق افتاده که در آن ابتدا به ساکن محال است؛ بنابراین کلماتی که دارای چنین ترکیبی بودند به دو صورت تغییر کردند:
الف- افزودن مصوت میان دو صامت آغازی
Barardar-----brad(ar)---------bratar (برادر)
ب- الحاق مصوت به آغاز کلمه
(a)bru------brug-----bru (ابرو)
در گویش کردی اردلانی کلمات با همان سیاق باستانی و با صامت آغازین به کار می‌روند
Bra, bro,fra, dro
ج- تبدیل صامتها:
۱- صامت j=ج در آغاز کلمات در پارسی مرحلهٔ باستان، و پهلوی ساسانی در فارسی جدید به ز= z تبدیل یافته، همین واژگان در کردی اردلانی بدل به ژ =ž شده‌اند و در بعضی واژه‌ها ج باقی مانده‌است.
زن jan = zan
زیستن jiv = zistan =živ
در گویش کردی اردلانی:
(در واژهٔ ژه نیار به معنای نوازنده) ژه ن = jan = žen
ژیو/ ژین = jiv =žin
ajne=زدن و کشتن و بریدن
۲- صامت نفسی ه=h که در آغاز کلمات مرحلهٔ باستانی قرار داشته در فارسی میانه باقی مانده و در جدید ساقط شده
hanjir= انجیر
انجمن hanjamana= hanjaman=
در کردی اردلانی این شکل از کاربرد ه همچنان زنده است و در برگردان به فارسی حذف می‌شوند
هه و رامان hawraman= اورامان به معنای محل برآمدن خورشید
هه ور hawr = ابر
۳- صامت و=v آغازی هرگاه پس از آن مصوت i قرار داشته در مرحلهٔ میانه همچنان وجود داشته و در مرحلهٔ جدید به g,گ تبدیل شده (خانلری۳۴۶:۱۳۶۵)
گشتاسپ =vištaspa=vištasp
همه= گشت= gišt= višt= vis
در گویش کردی اردلانی همین تبدیل در برخی موارد دیده می‌شود اما هم شکل نخستین امروز کاربرد دارد و هم شکل تغییر یافته:
Vitn(وتن) یا گوتن به معنای گفتن
هم وتن و هم گوتن در معنای گفتن به کار می‌رود که در اولی v باستانی به کار رفته و در دومی تبدیل شدهٔ آن به go. این go در کردی به o بسیار خفیف تلفظ می‌شود که بیشتر شبیه سکون است. به نظر می‌رسد در فارسی هم چنین بوده باشد و بعدها به دلیل پرهیز از ابتدای به سکون اینo واضح تر شده باشد.
۴-گروه صامت fr= ف ر در میان کلمه به رف= rf قلب شده‌است.
برف = vafr =wafr
در کردی اردلانی وه فر wafr یا بفر bafr عیناً تلفظ دورهٔ ساسانی است.
۵- مصوت میانی o یا auh در فارسی دورهٔ جدید به صامت خ بدل شده (خانلری، ۳۴۵:۱۳۶۵) و در کردی به همان صورت باقی مانده.
تخم = tauhm = tom
در کردی اردلانی:
توم = tom
۶- تحول آغازین ایرانی/hṷ/ به /xw/آغازین ایرانی
مصوت آغازی هو=hu یا u در به خو بدل شده (خانلری، ۳۴۲:۱۳۶۵)
Xwarden خواندن،xwarden خوردن
البته در تعدادی واژه مانند ورد، به معنی خورد این تحول روی نداده البته در متن پارسیگ کتیبه ساسانی کعبه زرتشت نیز به صورت وردیچ (خورد کردن) آمده‌است.
۷-تبدیل و دگرگونی صامت s س به ه h
ask=aho اردلانی=آهو، پهلوی ساسانی آسگ
Masi=mahi اردلانی=ماهی، پهلوی ساسانی ماسیگ
Asen=ahen اردلانی=آهن، پهلوی ساسانی آسن
خواندن خط پهلوی
در نوشتن خط پهلوی به این صورت بوده یک صامت (حرف) رابرای چند صامت (حرف) به کار می‌بردند و این خط حروف صدادار نداشته و زبان شناسان صدا گذاری متن را بر اساس زبان فارسی حال انجام می‌دادند در حالی که پهلوی بیشتر به زبان‌های غرب ایران لری، لکی، هورامی‌کردی نزدیک بوده و شکل باستانی واژه‌ها در این زبان‌ها موجود است دومین مشکل زبان پهلوی، هزوارش بودن زبان است یعنی کلماتی را به زبان آرامی می‌نوشتند ولی در خواندن متن آن را ترجمه می‌کردند و به پهلوی می‌خواندند در اینجا نیز زبان شناسان بیشتر واژه‌های فارسی دهه دوم هجری تا هشتم یا کتب پهلوی بعد از اسلام را برمی‌گزیدند مثال
واژه آبستن، زایمان، به صورت(pws)آمده زبان‌شناس pرا با حرف ب در نظر گرفته در حالی که در کردی p در اکثر واژه‌ها با (و) مطابقت دارد و بعد صدا گذاری واژه انجام می‌شده‌است و واژه تبدیل بهabus می‌شده‌است.
کردی(Pws),(abus),(awasواژه پهلوی)
واژه آهن گر، در پهلوی به صورت (synkl) آمده پس از صدا گذاری باید واژه asen باشد نه asan و پسوند واژه klنیز kar است در حالی که مکنزی از پیشوند فارسی گر استفاده کرده‌است در واقع asenkar درست‌تر است نه asangar و امروز هم از واژه آسن کار در کرمانجی استفاده می‌شود مانندکاوهٔ آسن کار (کاوه آهنگر)
زبان کردی و گویش اردلانی از دیدگاه ریخت‌شناسی به زبانهای ایران باستان و به ویژه " زبان پهلوی دوره ساسانیان " می‌رسد که تأثیراتی را زبانهای مرکزی ایران و زبان پارتی اشکانی نیز برده‌است گویش اردلانی قدمتی به فراخنای تاریخ گسترده و کوه‌های سر به فلک کشیده سرزمین کردستان دارد. از مجموع آرا و نتایج پژوهشگران و بر اساس ویژگیهای علم زبان‌شناسی این امر مسلم است که گویش اردلانی در ساخت آوایی و دستور زبان و تلفظ و ساختمان کلمات، ویژگیهای خاص خود را داراست و یک گویش مستقل از سورانی است و خود دارای لهجه‌های متفاوتی در گستره استان کردستان و استان‌های همجوار در ایران و کشور عراق است
مانن manen در اردلانی به معنی ماندن است. این واژه در کتاب ادبیات مانوی متنهای پارسی میانه مری بویس صفحه ۹۴ آمده‌است /
حوش hos دراردلانی یعنی حیات خانه که در اوستا husiti از ریشه hasi به معنی خانمان است که در انگلیسی هم بصورت house خانه کوچک است /
ایسه aeyse قید زمان در اردلانی است که به معنی حالا و اکنون است. در کتاب فرهنگ پهلوی دکتر بهرام فره وشی صفحه ۲۷۱ قید زمان هیس his در پهلوی با همین معنی بکار رفته‌است. همچنین ایسه در اوستا بصورت aizya به معنی اکنون آمده‌است. ایسه کاملاً پهلوی است ولی الان عربی است /
هیشتن heishten در اردلانی یعنی اجازه دادن و گذاشتن و با واژه پهلوی هیشتن hishtan در نوشته‌های پهلوی ساسانی آمده‌است مثل：درفرهنگ پهلوی نیبرگ صفحه ۱۰۰ و در فرهنگ پهلوی فره وشی صفحه ۲۹۶ و در ارداویراف نامه فیلیپ ژینیو صفحه ۵۰ آمده‌است.
نیا nea یا نیسی nesi در اردلانی معنی نیست می‌دهد و به عنوان پیشوند نفی بکار می‌رود در فرهنگ پهلوی فره وشی صفحه ۳۹۷ و واژه‌نامه شایست ناشایست دکتر محمود طاووسی صفحه ۲۳۲ و در کتاب ادبیات مانوی مری بویس صفحه ۱۰۶ و در فرهنگ پهلوی نیبرگ صفحه ۵۸ به این صورت آورده شده：ne hilam: یعنی نمی‌گذارم.
ناتاو nataw در اردلانی یعنی چیز بدقلق و عجیب و بدرد نخور است و در پهلوی بصورت اناتاو anatav به معنی ناتوان و بی‌استعداد در فرهنگ پهلوی دکتر فره وشی صفحه ۳۵۷ و در واژه‌نامه پازند موبد رستم شهرزادی صفحه ۳۰۹ آمده‌است.
کاکیله kakila در اردلانی یعنی دندان آسیاب و در واژه‌نامه پازند صفحه ۲۷۱ ککا به معنی دندان آمده /
گن gan در اردلانی یعنی بد و این واژه با همین شکل و معنا در فرهنگ پهلوی مکنزی صفحه ۳۵ آمده /
گله gela در اردلانی یعنی شکوه و گلایه که در فرهنگ پهلوی دکتر فره وشی صفحه ۲۳۲ آمده‌است.
کوت kot در اردلانیی یعنی قسمتی از چیزی، مقداری که در فرهنگ پهلوی فره وشی صفحه ۲۹۰ با همین تلفظ و معنی کاربرد دارد؛ و در واژه‌نامه پازند صفحه ۲۷۳ نیز آمده‌است
کرنه kerane یعنی خراشیدن و این واژه اردلانی با واژه پهلوی کرنیتن karenitan با همین معنی آمده. در فرهنگ فره وشی صفحه ۵۴ ذکر شده‌است
بوآ boua دراردلانیی یعنی باشد که در واژه‌نامه مینوی خرد صفحه ۱۲۶ آمده‌است.
جم و جول jam jul در اردلانی یعنی حرکت و جنبش که در فهرست واژگان مانوی اثر مری بویس صفحه ۸۵ آمده
مانگ mang به معنی ماه است که در واژه‌نامه پازند صفحه ۲۹۷ آمده‌است.
دنگ dang در اردلانی یعنی صدا و صوت که در پهلوی بصورت rang و در انگلیسی بصورت ding آمده /
درو derou واژه ای پهلوی و اردلانی به معنی دروغ است که در واژه‌نامه مینوی خرد صفحه ۱۹۱ و واژه‌نامه شایست ناشایست دکتر طاووسی صفحه ۳۲۳ و فهرست واژگان مانوی مری بویس صفحه ۵۹ آمده‌است /
دروزن derouzen در اردلانی یعنی دروغگو که با همین شکل و معنی در واژه‌نامه شایست ناشایست دکترطاووسی صفحه ۳۲۳ و ارداویرافنامه فیایپ ژینیو صفحه ۱۷ و واژه‌نامه پازند، شهرزادی صفحه ۱۷۳ آمده‌است. در کتاب مری بویس (ادبیات مانوی) به شکل drozan به معنی دروغگو در صفحه ۶۰ آمده.
برق bargh در اردلانی یعنی درخشش که در اوستایی بصورت برج آمده
کلک keleka انگشت کوچک دست یا پا که در فرهنگ پهلوی فره وشی صفحه ۲ بصورت kleic آمده‌است /
کامی kami در اردلانی یعنی کدامیک و در فرهنگ اوستا صفحه ۳۷۱ بصورت کهمی kahmi و کهمیایی kahmiyai به معنی چه کس و کی است /
کنی kane در اردلانی یعنی کندن و در پهلوی و اوستایی kan و در سانسکریت khan آمده (پارسی باستان، رولاند ج کنت، ترجمه：سعیدعریان
کیسل kesal در اردلانی یعنی لاک پشت و در اوستا بصورت کسیپ kasyapa آمده‌است و در سانسکریت به شکل کشیپ آورده شده‌است.
جدول شماره ۱ واژگان پارسیگ ساسانی
| واژه پارسیگ |  | در اردلانی        | آوانویسی          | فارسی                              |
| abarmand    |  | اور مند (کرمانجی) | avermand          | متصدی، سرپرست                      |
| abar        |  | آبرا              | abra              | بالاتر، بزرگ                       |
| abaxshwnd   |  | اوخشن، ابخشن      | abaxshen avaxshen | بخشیدن سورانی (ببورن)              |
| abaxtar     |  | باکور (کرمانجی)   | bakur             | شمال، در فارسی نو (مغرب)           |
| abaz        |  | باز               | baz               | دوباره                             |
| abe-sud     |  | بی سو             | besu              | بی سود                             |
| abus        |  | آوس               | awas              | زایمان، حاملگی                     |
| agar        |  | گر بون            | gar bun           | بی‌مصرف شدن، ناتوانی، از کار افتادن |
| asan        |  | آسن               | asen              | آهن                                |
| asanen      |  | آسنین             | asenin            | آهنین                              |
| dalman aluh |  | دال، هلو (سورانی) | dal,halo          | عقاب، اشکانی آلو، ساسانی دال       |
| a-mar       |  | شماره             | Shemara           | شماره، سورانی ژماره                |
| a-marg      |  | بی مرگ            | be-marg           | بی مرگ                             |
| angust      |  | انوس انگوس        | angus             | انگشت                              |
| ap prag     |  | بریاگ             | bryag             | سرقت، دزدی                         |
| arzug       |  | آرزو              | arzu              | آرزو                               |

جدول شماره ۲ زبان پارسیگ ساسانی (مکنزی)
| واژه پارسیگ |  | در اردلانی            | آوانویسی      | فارسی                |
| azray azraw |  | ازری، ازریت           | azery         | زینت کردن            |
| azardan     |  | آزاردان               | azardan       | آزردن                |
| ayaridan    |  | یاریدان               | yaridan       | یاری، همیاری         |
| baj         |  | باج                   | baj           | باج، مالیات          |
| balay       |  | بالای                 | balay         | قامت، بلندی          |
| barig       |  | باریک                 | barik         | باریک                |
| baza        |  | بازو                  | bazu          | بازو                 |
| bal         |  | بال                   | bal           | بال                  |
| beron       |  | برونه در              | berona dar    | بیرون                |
| beganag     |  | بیگانه                | bigana        | بیگانه               |
| besazen     |  | سازه (خوب، سالم بودن) | saza          | شفا دادن، درمان کردن |
| bazm        |  | بزم                   | bazm          | بزم، سور، شادی       |
| bishtan     |  | بیشن                  | bishin        | آزردن، زجر دادن      |
| borz        |  | برز                   | barz          | بلند                 |
| borz-wang   |  | بانگ برز              | bang-,barz    | صدای بلند            |
| boxisn      |  | بوخشن بزئه ای بزین    | boxshen bazen | پوزش سورانی (ببوره)  |

جدول شماره۳
| واژه پارسیگ        |  | در اردلانی     | آوانویسی | فارسی                                      |
| bram               |  | گرمه           | grma     | نالیدن، گریه کردن، ناله، در زبان تاتی برمه |
| boyidan boy        |  | بوی این بوادین | boyaen   | بوی دادن،                                  |
| brehish            |  | بش             | bash     | قسمت، سرنوشت                               |
| brin               |  | برین           | brin     | بریدن، قطع کردن                            |
| brug               |  | برو            | bru      | ابرو                                       |
| baw bud            |  | بو             | Bu       | شد                                         |
| bunag              |  | بنکه           | benka    | خیمه گاه، مسکن، اقامتگاه                   |
| bunisht            |  | بنیش بون       | bnish    | از اساس، بنیاد، سورانی (بون)               |
| burag bur          |  | بریاگ          | bryag    | برنده، بریدن سورانی (بی بره)               |
| burg               |  | برز            | barz     | برج، بلندی                                 |
| charg              |  | چاره           | chara    | چاره                                       |
| Chashmag           |  | چم             | Cham     | رودخانه، سرچشمه سورانی چوم                 |
| chasht             |  | چاشت           | Chasht   | چاشت                                       |
| damd               |  | زاوا           | Zawa     | داماد                                      |
| danag Zanag*       |  | زانگ           | zanag    | دانستن،                                    |
| dast-graw dast-gir |  | دسگیر          | dasgir   | دستگیر سورانی (دیل)                        |

- این واژه در بسیاری از متن‌های کهن پهلوی ساسانی zang ثبت شده‌است و این که واژه دانا منشأ پارسی داشته باشد مورد تردید است در زبان عیلامی باستان به صورت هایturna و dona در متون زبان عیلامی ثبت شده‌است.

جدول شمار۴
| واژه پارسیگ |  | در اردلانی  | آوانویسی | فارسی                            |
| darzig      |  | درزی (سوزن) | darzi    | خیاط،                            |
| dayig       |  | دایک        | dayik    | مادر، دالگ (کرمانشاهی)           |
| dahigan     |  | زویه کان    | Zawikan  | سرزمینها، کشورها، جمع اسم با gan |
| dew         |  | دیو         | دیو      | اهریمن                           |
| dig         |  | دیوکا       | duika    | دیروز                            |
| dil         |  | دیل         | dil      | دل                               |
| diz         |  | دج، دژ، دز  | diz      | قلعه                             |
| Wen         |  | وینی        | Weni     | دیدن                             |
| dosen       |  | دوزوان دوزن | dozuvan  | فریبنده، فریبکار                 |
| drang       |  | درنگ        | drang    | درنگ، دیر                        |
| dro         |  | درو         | dro      | دروغ                             |
| drozan      |  | دروزن       | drozen   | دروغگو                           |
| dru drudan  |  | درو         | dru      | درو کردن                         |
| drusht      |  | درشت        | drusht   | درشت                             |
| drust       |  | دروس        | drus     | درست                             |
| gand        |  | گنی         | gani     | گندیده، بدبو                     |

جدول شماره۵
| واژه پارسیگ |  | در اردلانی    | آوانویسی | فارسی                                       |
| doxt        |  | کنیشک         | kanishk  | دختر، کرمانجی دوت، سوانی کیژ                |
| ebarag*     |  | ایواره        | ewara    | عصر                                         |
| duz duzidag |  | دز دزیگه      | dez      | دزد                                         |
| ed          |  | امه           | ama      | این، کرمانشاهی (ای، آیه)                    |
| ew- tag     |  | تک            | Tak      | تنها، یکتا                                  |
| framan*     |  | فرمان         | frman    | فرمان (فارسیfarman)                         |
| fray        |  | فری، فرا      | fray     | زیاد، فراوان،faravan بسیار، در سورانی (زور) |
| farzang     |  | فرزان         | frazan   | فرزانه، دانا                                |
| gam         |  | قم (قدم) گیم  | qam      | ، گام، قدم، کرمانجی(gav)                    |
| gandum*     |  | گنم           | ganem    | گندم                                        |
| gar         |  | کیف           | kif      | کوه، کرمانجی و بلوچی گری                    |
| gardan      |  | گردن          | garden   | گردن                                        |
| gardan      |  | گران          | garan    | گشتن، گردیدن                                |
| garmag      |  | گرما          | garma    | گرما                                        |
| γarranag    |  | خورانی خورانگ | Xwrani   | غریدن، نعره زدن                             |
| gawdar      |  | گورکه         | gweraka  | گوساله                                      |

* واژه ewarag معادل واژه عصر صحیح تر است.
*واژه فرمان آوانویسی آن / plmn/ بوده، frman صحیح تر به نظر می‌رسد با توجه به متون کهن پارسی هخامنشی به صورت frmanآمده، در فارسی نو و گویش کردی کرمانجی تبدیل به farmanآمده‌است.
*آوانگاری واژه گندم توسط مکنزی(gnwm)بوده‌است.
جدول شماره۶
| واژه پارسیگ |  | در اردلانی | آوانویسی               | فارسی                               |
| gilag       |  | گله ای     | gelai                  | گله، شکایت                          |
| giya        |  | گیا        | giya                   | گیاه                                |
| gomez       |  | میز        | Mez                    | ادرار                               |
| goshag      |  | گوشه       | gosha                  | گوشه                                |
| gosht       |  | گوشت       | gosht                  | گوشت                                |
| goz         |  | گویز       | goez                   | گردو، هورامی ویز                    |
| griw        |  | قرو، قروگ  | qorw,qorg              | گلو                                 |
| grih        |  | گری        | gri                    | گره                                 |
| griftar     |  | گرفتار     | griftar                | گرفتار                              |
| guhrayen    |  | خوراین     | Xawarin                | بیدار شدن                           |
| guh         |  | گو         | gu                     | مدفوع                               |
| gul         |  | گول        | gul                    | گل                                  |
| gund        |  | گون، کیر   | gun ,kir               | الت مرد                             |
| *gurdag     |  | ولک،       | Valk (هورامی، اردلانی) | کلیه، سورانی گورچیله، کرمانجی گورچک |
| gurg        |  | گرگ، گرو   | gurg                   | گرگ                                 |
| haft        |  | هفت، حفت   | haft                   | هفت، سورانی (حوت)                   |

*ریشهٔ باستانی معادل کلیه vrd-ka در این واژه شاهد تحول rd به l هستیم که در گویش اردلانی باقی مانده‌است. در این واژه تحول آواییvبه g دوره میانه زبان پارسیگ ساسانی روی نداده که بیشتر در زبانهای تالشی تاتی زازاکی زبان کهن آذری و هورامی و تا حدودی در زبان لکی هم دیده می‌شود و در زبان تاتی که ریشه زبان مادی است به صورت ورک vrk آمده‌است در نتیجه این واژه ای استقراضی از زبان هورامی به گویش اردلانی می‌باشد
جدول شماره۷
| واژه پارسیگ |  | در اردلانی  | آوانویسی | فارسی                                                       |
| hameshag    |  | همیشه       | hamesha  | همیشه                                                       |
| hamin       |  | تاوسان      | tawsan   | تابستان، هورامی، بلوچی، زازکی، هامین، سورانی، کرمانجی هاوین |
| tohmag      |  | توم، توو    | tum      | تخم، سورانی تخم                                             |
| handam      |  | هنام        | hanam    | اندام                                                       |
| handaz      |  | هنازه انازه | hanaza   | اندازه                                                      |
| ashama      |  | ایوا        | ewa      | شما، هورامی، زازاکی اشماashma                               |
| hamog       |  | هامو، آمو   | hamo     | مانند، شبیه                                                 |
| hanjam      |  | هنجام انجام | Hanjam   | انجام                                                       |
| hishten hil |  | هیشتن اهیلی | hishten  | ماندن، رها کردن، اجازه دادن، گذاشتن سورانی واز هینان        |
| hoshidan    |  | وشک         | Weshk    | خشک                                                         |
| hug         |  | خیو         | Xew      | خوک                                                         |
| huniyag     |  | خوینیاگ     | Xweniyag | خواننده، نوازنده                                            |
| hushk       |  | وشک         | Veshk    | خشک                                                         |
| jagar       |  | جگر جیر     | Jegar    | جگر سورانی، جرگ                                             |
| jashn       |  | جژن         | Jazn     | جشن                                                         |
| Juwan       |  | جوان        | Juwan    | جوان، سورانی لاوان                                          |

| واژه پارسیگ  |  | در اردلانی | آوانویسی | فارسی                      |
| Kabah        |  | کوا        | Kva      | قبا                        |
| Kabotar      |  | کوتر       | Koter    | کبوتر                      |
| Kanig        |  | کنیشک      | Kanishk  | دختر، دوشیزه، هورامی کناچی |
| kardagan     |  | کریاگن     | Kiryagan | کرده‌ها، اعمال              |
| Karzang      |  | قرژانگ     | qerzang  | خرچنگ                      |
| kasken       |  | کوچک       | Kochek   | سنگ لاجورد                 |
| kof          |  | کیف        | Kif      | کوه                        |
| Koshk        |  | کوشک       | Koshk    | کاخ                        |
| kullag       |  | کوله       | Kola     | ملخ، سورانی مله هورامی وله |
| Kushtan      |  | کشتن       | Kushten  | کشتن                       |
| Mad          |  | آمه، دایک  | ama      | مادر، هورامی آمی           |
| magas        |  | مز         | Maz      | مگس                        |
| Mahig Masyig |  | ماسی       | Masy     | ماهی                       |
| Masyigan     |  | ماسیه کان  | Masyakan | ماهی‌ها هورامی ماساو        |
| mandag       |  | مانی مانیگ | Manig    | خسته، سورانی ماندو         |
| mashk        |  | مشکه       | Mashka   | مشک                        |

| واژه پارسیگ |  | در اردلانی | آوانویسی | فارسی |
|             |  |            |          |       |
|             |  |            |          |       |
|             |  |            |          |       |
|             |  |            |          |       |
|             |  |            |          |       |
|             |  |            |          |       |
|             |  |            |          |       |
|             |  |            |          |       |
|             |  |            |          |       |
|             |  |            |          |       |
|             |  |            |          |       |
|             |  |            |          |       |
|             |  |            |          |       |
|             |  |            |          |       |
|             |  |            |          |       |
|             |  |            |          |       |

| واژه پارسیگ |  | در اردلانی | آوانویسی | فارسی |
|             |  |            |          |       |
|             |  |            |          |       |
|             |  |            |          |       |
|             |  |            |          |       |
|             |  |            |          |       |
|             |  |            |          |       |
|             |  |            |          |       |
|             |  |            |          |       |
|             |  |            |          |       |
|             |  |            |          |       |
|             |  |            |          |       |
|             |  |            |          |       |
|             |  |            |          |       |
|             |  |            |          |       |
|             |  |            |          |       |
|             |  |            |          |       |

| واژه پارسیگ |  | در اردلانی | آوانویسی | فارسی |
|             |  |            |          |       |
|             |  |            |          |       |
|             |  |            |          |       |
|             |  |            |          |       |
|             |  |            |          |       |
|             |  |            |          |       |
|             |  |            |          |       |
|             |  |            |          |       |
|             |  |            |          |       |
|             |  |            |          |       |
|             |  |            |          |       |
|             |  |            |          |       |
|             |  |            |          |       |
|             |  |            |          |       |
|             |  |            |          |       |
|             |  |            |          |       |

| واژه پارسیگ |  | در اردلانی | آوانویسی | فارسی |
|             |  |            |          |       |
|             |  |            |          |       |
|             |  |            |          |       |
|             |  |            |          |       |
|             |  |            |          |       |
|             |  |            |          |       |
|             |  |            |          |       |
|             |  |            |          |       |
|             |  |            |          |       |
|             |  |            |          |       |
|             |  |            |          |       |
|             |  |            |          |       |
|             |  |            |          |       |
|             |  |            |          |       |
|             |  |            |          |       |
|             |  |            |          |       |

| واژه پارسیگ |  | در اردلانی | آوانویسی | فارسی |
|             |  |            |          |       |
|             |  |            |          |       |
|             |  |            |          |       |
|             |  |            |          |       |
|             |  |            |          |       |
|             |  |            |          |       |
|             |  |            |          |       |
|             |  |            |          |       |
|             |  |            |          |       |
|             |  |            |          |       |
|             |  |            |          |       |
|             |  |            |          |       |
|             |  |            |          |       |
|             |  |            |          |       |
|             |  |            |          |       |
|             |  |            |          |       |

| واژه پارسیگ |  | در اردلانی | آوانویسی | فارسی |
|             |  |            |          |       |
|             |  |            |          |       |
|             |  |            |          |       |
|             |  |            |          |       |
|             |  |            |          |       |
|             |  |            |          |       |
|             |  |            |          |       |
|             |  |            |          |       |
|             |  |            |          |       |
|             |  |            |          |       |
|             |  |            |          |       |
|             |  |            |          |       |
|             |  |            |          |       |
|             |  |            |          |       |
|             |  |            |          |       |
|             |  |            |          |       |

| واژه پارسیگ |  | در اردلانی | آوانویسی | فارسی |
|             |  |            |          |       |
|             |  |            |          |       |
|             |  |            |          |       |
|             |  |            |          |       |
|             |  |            |          |       |
|             |  |            |          |       |
|             |  |            |          |       |
|             |  |            |          |       |
|             |  |            |          |       |
|             |  |            |          |       |
|             |  |            |          |       |
|             |  |            |          |       |
|             |  |            |          |       |
|             |  |            |          |       |
|             |  |            |          |       |
|             |  |            |          |       |

مقایسه متون پهلوی ساسانی با گویش اردلانی برگرفته از کتاب شاپورگان
از بررسی متون پهلوی ساسانی به نظر می‌رسد از لحاظ لغوی به گویش‌های لری، کلهری و به گویش اردلانی نزدیک است. واژه‌های فراوانی از زبان اورامی در پهلوی ساسانی یافت می‌شود با توجه به نزدیکی زبان هورامی با زبان اوستا یا شاید زبان مادی و نزدیکی زبان اورامی با زبان پارتی اشکانی تأثیر زیادی بر گویش اردلانی گذاشته و لغاتی از این زبان وارد گویش اردلانی شده‌است. در پهلوی ساسانی لغات زیادی از زبان پارتی اشکانی راه یافته‌است و در کل پارسیگ ساسانی با پارسی باستان تفاوت‌های زیادی دارد و پهلوی ساسانی تحت تأثیر فراوان زبان اوستا و پارتی اشکانی قرار گرفته‌است.
بررسی متون پارسیگ ساسانی
ʾwd šʾẖ nʾn xwrdn bzm bwd °
ud šāh nān xwardan bazm būd. °
Und der König saß zu Tisch. ترجمه به زبان ژرمنی
ud، و حروف ربط در اردلانی او au
šāh، شاه، اردلانی شا
nan xwardan نان خوردن، اردلانی nan xwarden
bazm,بزم مهمانی، شادی، اردلانی بزم bazm
būd بود، اردلانی بو،bu
ky [bwd k]ʾ ʾmẖ ʾyd ʿspʾs [p]d tw qyrd °
? ° kay būd, ka amāh ēd spās pad tō kird
'Wann war es, daß wir diesen Dienst an dir verrichteten
kay būd چه وقتی بود، اردلانی کی بو،ke bu
ka amah ēd که ما، اردلانی که ایما ،ka ema
spās سپاس، اردلانی سپاس
pad tō kird به تو کرد، اردلانی به تو کرد،ba to kird
متن پارسیگ ساسانی (توفان چین)
ud awēšān dōwnān, nar ud māyag
awezmāhīd hēnd. (Acta 9, y-40
آن دو نر و ماده شهوت ران هستند
نمونهٔ دیگری از متن‌های پارسی میانه را از جلد نخست کتاب «سبک‌شناسی» نوشتهٔ استاد ملک‌الشعرا محمدتقی بهار، شعری به نام «در ستایش درخت نور» از یافته‌های تورفان (Turfan) متعلق به پیروان مانی که گویا بخشی از کتاب «شاهپورگان» مانی باشد؛ یعنی زمان آن به آغاز دوران ساسانیان (۲۴۰ م) می‌رسد:
خورشیت ی روشن اُد پورماهٔ بَرازاگ
روژِندا برازند از تنوار ی اوی درخت
مُروان ی بامیوان اوی وازِند شادیها
وازند کبوتر [اُد] فرَشَه‌مُرو ی وسپ [گونگ]
سراویند اُد آواژند … کنیگان
بِستایند [هماگ] تنوار ی اوی [درخت]
– پورماه: ماه پُر. ماه کامل
-برازند: زینت دهند
-آواژند: آواج، آواز
اُد:حرف ربط و، اردلانی او(u)
هماگ: همه سورانی همو، کرمانشاهی، همگ—روژِندا:روز پارسی باستان روچ، پهلوی اشکانی روژ
مُرو: مرغ. پرنده اردلانی مامر، مراوی (مرغ آبی) پهلوی اشکانی: مریغ سورانی مریشک، فارسی نو:مرغ
-بَرازاگ: برادرزاده اردلانی: برازاگ
– فرشه مرو: مرغ جنگلی، تاووس، قرقاول
– بامیوان: بامی. بامدادی به معنای روشن و بامدادی) اردلانی: بیانی
– وازند: واجند. از واجیدن یا واژیدن به معنای سخن گفتن. واژه از همین ریشه است. اردلانی: بیژن
-کنیگان: دختران، اردلانی کنیشک کان
– وسپ: ویسپ گونگ = هر گونه. (ویس هورامی: همه) اردلانی گشت،
بازنویسی به زبان امروزی:
خورشید روشن و ماه پُر برادرزاده هم
روشنی دهند و زینت دهند از تنهٔ آن درخت
مرغان بامدادی سخن گویند به شادی
سخن گویند کبوتران و مرغان وحشی و همه گونه مرغان
سرود گویند و آواز برکشند … دختران
بستایند همگی تنهٔ آن درخت را.
جدول مقایسه اعداد گویش اردلانی با زبان پارسیگ ساسانی
| اعداد گویش اردلانی | آوا نویسی | اعداد زبان پارسیگ ساسانی | آوانویسی  | فارسی نو |
| یک                 | yek       | یک                       | ēk, ēw, ē | یک       |
| دو                 | do        | دو                       | dō        | دو       |
| سی                 | Se        | سی                       | sē        | سه       |
| چوار               | Choar     | چهار                     | čahār     | چهار     |
| پنج                | Panj      | پنج                      | panǰ      | پنج      |
| شش                 | shash     | شش                       | šaš       | شش       |
| هفت                | haft      | هفت                      | haft      | هفت      |
| هشت                | Hasht     | هشت                      | hašt      | هشت      |
| نو                 | No        | نو                       | nō        | نه       |
| ده                 | Da        | ده                       | dah       | ده       |
| یانزه              | yanza     | یازده                    | yāzdah    | یازده    |
| دوانزه             | Doanza    | دوازده                   | dwāzdah   | دوازده   |
| سیانزه             | Seyanza   | سیزده                    | sēzdah    | سیزده    |
| چوارده             | Choarda   | چهارده                   | čahārdah  | چهارده   |
| پانزه              | Panza     | پانزده                   | pānzdah   | پانزده   |
| شانزه              | Shanza    | شازده                    | šāzdah    | شانزده   |
| هفده               | Hfda      | هفتده                    | haftdah   | هفده     |
| هژده               | Hzhda     | هشتده، هژده              | hašdah    | هجده     |
| نوزده              | Nwzda     | نوزده                    | nōzdah    | نوزده    |
| بیس                | Bis       | ویست                     | Vist      | بیست     |
| نووه               | Nawa      | نود                      | nawad     | نود      |
| سی                 | Se        | سی                       | sīh       | سی       |
| صد، صه             | Sad       | صد                       | sē esad   | صد       |
| هزار               | hazar     | هزار                     | hazār     | هزار     |
| هفتا               | Hfta      | هفتاد                    | haftād    | هفتاد    |

مقایسه متون پهلوی اشکانی (پارتی) با گویش اردلانی
زبان پارتی، پهلوانی از زبان‌های میانه شمال غربی ایران که با زبان‌های سغدی، خوارزمی، سکایی ختنی، سکایی تمشقی و بلخی (شاخه شرقی) هم خانواده است. پهلوی اشکانی نزدیکی زیادی با زبان‌های شمال غربی کناره دریای خزر مانند تالشی و گیلکی و مازندرانی و سمنانی و هورامی و زازایی در ترکیه و از بعضی جهات به گویش سورانی و کرمانجی و بلوچی و لکینزدیک است مهم‌ترین تأثیر زبان اشکانی بر گویش اردلانی صامت ž می‌باشد. در زبان لکی به‌جای برله اردلانی ورژه گفته می‌شود و همچنین به‌جای ضمیر له لی به معنی از او ضمیرهای ارن که ل به ر تبدیل شده و همچنین در بعضی مواقع از ضمیر اژن استفاده می‌شود همچنین پسوند کلمات به‌جای ش که در حوزه زبانهای جنوب غربی است از پسوند ژ استفاده می‌شود مانند ووژ به‌جای خودش
بررسی متون پهلوی اشکانی
rahy rōšn ahēnd bar ō šahrδārīft šādžan niwāg čē až hawīn zaxsēd(Boyce, 1975: 117).
(گردونهٔ روشنی هستند، دروازه به شهریاریِ شاد، آهنگی که از اینان سر داده شود)
ahēnd هستند، هن han
šahrδārīft، شهریار، در سورانی و کرمانجی شارزا šarezā, که ریشه واژه به زبان اشکانی برمی گردد، در حالی که در گویش اردلانی، شالیار، از ریشه شهریار shahryar به پهلوی ساسانی بر می‌گردد
در پهلوی ساسانی و گویش اردلانی تبدیل(d به i)در صورتی که پس از d مصوت قرار گرفته باشد صامت d(د) بهٔ تبدیل می‌شود، ولی در پهلوی اشکانی به جای صامت d از صامت (z (δ استفاده می‌شود از جمله در گویش سورانی اربیلی بسیاری از واژه اصیل پارتی اشکانی باقی مانده‌است.
شاد،shad، گویش سورانی اربیل، شازه shaza
دل del, گویش سورانی اربیل، زیل، zel
až حرف اضافه (از)، در زبان شکاکی و کرمانجی از این واژه مانند زبان پهلوی اشکانی استفاده می‌شود. ژی، že,až،iž
در متنی به زبان پارتی اشکانی(M 5569) دربارهٔ پیامبر مانی اشاره شده‌است.
čawāγōn šahrδār kē zēn ud padmōžan frāmōžēd ud an iž šāhwār padmōžan padmōžād awāγōn frēštag rōšn frāmōxt (Boyce, 1975: 47).
(چونان شهریاری که سالح و جامه از تن به درآورد و دیگر نیز جامهٔ شاهوار درپوشد همانگونه فرشتهٔ روشنی/
čawāγōn چنان، کرمانجی چاوا
šahrδārشاره زا در سورانی و کرمانجی
iž ژی در کرمانجی
aδyān waxd až dūr pad zānūg awištād .(Acta 9, e-6)
آنگاه خود از دور به زانو ایستاد
zānūgمکریانی اژنو، اردلانی دانوی danui (خم کردن)
awištād سورانی دوستا، وستا، ایستادن
نکته، طبق قانون بارتولومه/z/* ایرانی آغازینپیش از/t/*، در زبانهای ایرانی شمال غربی باید به صورت/št/ درآید (قریب۱۳۸۴: ۱۱)، اما در همه گویش‌های کردی معمولاً خوشه */št/ تبدیل به/st/ و یا/s/ می‌شود؛ که از این جهت گویش اردلانی به دسته زبانهای جنوب غربی یعنی پارسی نزدیک استمانند:ang'ʊsa*anguštā->*ang'ʊsta> انگشت
جدول مقایسه اعداد پهلوی اشکانی با گویش اردلانی
| اعداد گویش اردلانی | آوا نویسی   | اعداد زبان پهلوی اشکانی | فارسی        |
| یک                 | yek         | ew                      | یک           |
| دو                 | do          | do                      | دو           |
| سه                 | Se          | Hre                     | سه           |
| چوار               | Choar       | Chfar,chuhr             | چهار         |
| پنج                | Panj        | Panj                    | پنج          |
| شش                 | shash       | Shuh,shash              | شش           |
| هفت                | haft        | Haft                    | هفت          |
| هشت                | Hasht       | Hasht                   | هشت          |
| نو                 | No          | Nah                     | نه           |
| ده                 | Da          | Das                     | ده           |
| یانزه              | yanza       | ewandas                 | یازده        |
| دوانزه             | Doanza      | dwadas                  | دوازده       |
| سیانزه             | Seyanza     | hredas                  | سیزده        |
| چوارده             | Choarda     | chfardas                | چهارده       |
| پانزه              | Panza       | Panjdas                 | پانزده       |
| شانزه              | Shanza      | Shashdas                | شانزده       |
| هفده               | Hfda        | haftdas                 | هفده         |
| هژده               | Hzhda       | hashtdas                | هجده         |
| نوزده              | Nwzda       | nohdas                  | نوزده        |
| بیس                | Bis         | Wist                    | بیست         |
| بیس و پنج          | bes v panj  | Panjwist                | بیست و پنج   |
| سی                 | Se          | hrist                   | سی           |
| ده هزار            | dahazar     | bewar                   | ده هزار      |
| پانصد              | Pansad      | Panjsad                 | پانصد        |
| سیصه و یانزه       | Seesawyanza | hresad ud ewandas       | سیصد و یازده |

مقایسه اعداد گویش اردلانی با زبان زازایی(zazaki)
| اعداد گویش اردلانی | آوا نویسی  | اعداد زبان زازاکی | فارسی      |
| یک                 | yek        | Žu,yew            | یک         |
| دو                 | do         | di                | دو         |
| سه                 | Se         | Hire              | سه         |
| چوار               | Choar      | Char              | چهار       |
| پنج                | Panj       | Panj              | پنج        |
| شش                 | shash      | sas               | شش         |
| هفت                | haft       | Hewt              | هفت        |
| هشت                | Hasht      | Hesht             | هشت        |
| نو                 | No         | New               | نه         |
| ده                 | Da         | Des               | ده         |
| یانزه              | yanza      | des u yew         | یازده      |
| دوانزه             | Doanza     | des u di          | دوازده     |
| سیانزه             | Seyanza    | des u hire        | سیزده      |
| چوارده             | Choarda    | des u char        | چهارده     |
| پانزه              | Panza      | des u panj        | پانزده     |
| شانزه              | Shanza     | des u ses         | شانزده     |
| هفده               | Hfda       | des u hewt        | هفده       |
| هژده               | Hzhda      | des u hesht       | هجده       |
| نوزده              | Nwzda      | des u new         | نوزده      |
| بیس                | Bis        | vist              | بیست       |
| بیس و پنج          | bes v panj | vist u panj       | بیست و پنج |
| سی                 | Se         | hiris             | سی         |
| چل                 | chel       | chewres           | چهل        |
| پانصد              | Pansad     | Panj sey          | پانصد      |
| دوصد               | do sad     | di sey            | دویست      |

مقایسه پهلوی اشکانی از لحاظ دستوری و اتیمولوژی
(ریشه‌شناسی) و تحول آوایی با گویش اردلانی و سایر گویش‌های کردی
۱- ازجمله تغییرات در زبان اشکانی تبدیل dz زبان‌های باستانی بهz است.
دل/زیل در گویش سورانی اربیلی، در گویش اردلانی دیلdil, کرمانجی dil
شادی / شازه در گویش سورانی اربیلی در گویش اردلانی و کرمانجی شاهی یا شایی
درد/ زیره از ریشه زرد(zard) به معنی درد کشیدن، تیره/tira از ریشه واژه درد
dida /diz در پارسی باستانdida به معنی قلعه و در گویش سورانی اربیلی به دز diz تبدیل شده مانند قلا دزه، روان دز
دریا /زره، در گویش‌های سورانی، حتی واژه زریوار، نیز واژه ای متعلق به دسته زبان پارتی اشکانی است که در گویش اردلانی دریا می‌باشد،
خدمت، در سورانی خزمت xezmat در اردلانی خمتxemat
۲- تحول خوشه آوایی (ia) به(ay)در پهلوی ساسانی
خوشه آوایی (ia)در بعضی از واژه‌های ایرانی آغازین، در زبان‌های ایرانی مانند پهلوی ساسانی تبدیل به-āy- و در زبان‌های ایرانی شمال غربی مانند پهلوی اشکانی تبدیل به-āw- می‌شود (ابوالقاسمی۱۳۸۷ :۱۶۸)، سورانی و هورامی نیز تحولی همچون زبان اشکانی را متحمل شده‌اند، مانند :sāṷaia->sāw-* ساییدن که در پهلوی اشکانی تورفانی نیزبه صورتsāw-(باغ بیدی۱۳۸۸ :۲۰۱)، اما در پارسیگ ساسانی به صورتsāy- (مکنزی۷۸:۱۹۸۶) درآمده است.
مثال ساییدن/ اردلانی:say بی سایه سورانی saw، بی ساوه
کرد/ اردلانی کردیه سورانی کردوه
خورد/ اردلانی خواردیه سورانی خواردوه
مانده/ اردلانی، مایه سورانی ماوه
۳- تحول صامت (ج j)و (چ ch)و (گg)تغییر آن به (ژ ž)
ازجمله تأثیرات زبان پهلوی اشکانی بر همه زبان‌های ایرانی صامت ژ است مخصوصاً شمال غرب ایران البته این تأثیر در گویش سورانی محور مهاباد تا اربیل عراق بیشتر است.
روچ (روز) در فارسی باستان و اوستا (روچ) در کردی روژ کرمانجی روج، بلوچی روچ
جیر، به معنی زیر در کردی به ژیر
گیان giyan به معنی جان و زندگی در سورانی ژیان، کرمانجی جان، اردلانی گیان
جوان در سورانی ژوان به معنای زیبا
واژه جوان در گویش سورانی مانند پهلوی اشکانی واژه yavan می‌باشد و در پهلوی ساسانی از واژه juwan استفاده می‌شد، تغییر و دگرگونیy بهl تبدیل به لاوان، lavan در گویش سورانی مکریانی دیده می‌شود.
دختر، در اردلانی کنیشک در هورامی کناچی، و در مازنی و گیلکی کیجا، در لکی کنیوژ و در گویش سورانی مکریانی کیژ،kiža که واژه ای اشکانی می‌باشد به صورت kanižag آمده‌است.
ud pad hamag tanbar ho kanižag drust bud.
همه تن آن دخترک تندرست (خوب) شد.
۴- خوشه آواییxwدر پهلوی ساسانی و خوشه wxدر پهلوی اشکانی
این خوشه درابتدای واژه‌ها و افعال قرار می‌گیرد در پارسی باستان (hu) و در پارسیگ ساسانی از خوشه آوایی Xwاست که در اکثر گویش‌های کردی به این صورت می‌باشد ولی در گویش بلوچی، هورامی، زازاکی از خوشه wx است و مربوط به زبان پارتی اشکانی می‌باشد.
Wxاز خوشه باستانی hu، در هورامی وردن ،vardan حذف صامت x قبل از صدای wوv
Wxardan/wardan
بلوچی می‌خوابم، (وپسن)، خوردن بلوچی، وردن، وردگ vardg
در هورامی خوش wxshحذف صامت xکه قبل از صدایwواژه به wash تبدیل می‌گردد.
۵- جمع بستن عدد با اسم در جمله در زبان پهلوی اشکانی
(دستور زبان پهلوی اشکانی حسن رضایی‌باغ‌بیدی).[۱۱]
طریقه جمع عدد با اسم در جمله، در گویش سُورانی (اربیلی و مُکریانی) به پهلوی اشکانی بر می‌گردد چون با آمدن عدد در جمله اسم هم جمع می‌شود.
من دو لباس خریدم.
- سُورانی (اربیلی و مُکریانی): من دو جلان ی کریم.
- Min du jelan i kerim
- گویش اردلانی: من دو کراسم سند.
- Men du kerasem san

واژه‌های پهلوی اشکانی
| پهلوی اشکانی | فارسی                           | پهلوی اشکانی    | فارسی                                |
| Wxar         | خوردن،                          | abarig          | دیگری                                |
| wxard        | خوردن                           | ew              | یک، یکی                              |
| zrah         | دریا، سورانی زره                | Wxabe           | خویش                                 |
| paš          | پس                              | Chfar           | چهار                                 |
| brad         | برادر                           | hre             | سه، در زازاکی و در هورامی            |
| asun ahan    | آهن                             | Puhr*           | پسر، سورانی پور                      |
| از           | بخواهد،                         | Wxazed          |                                      |
| Zanem        | می‌دانم                          | Puhran          | پسران                                |
| Wažed        | بگویید                          | Saxt            | گذشته، از بین رفته، سورانی، سقت      |
| freštag      | فرشته                           | hamew           | همیشه                                |
| hamag*       | همه، سورانی هموhamu             | rož             | روز، هورامی رو، بلوچی روچ            |
| Waxt         | گفت، در کرمانجی اخافتن          | Peš             | پیش، اردلانی بر bar                  |
| Zadeg        | زادگان، زاروک (فرزند)           | awared          | بیاید، سورانی وره                    |
| بازار        | aware                           | بیا، سورانی وره |                                      |
| yavan        | جوان، سورانی لاوان              | Kadag           | خانه، سورانی قات                     |
| šahrδār      | شهریار، سورانی شارزا            | dižwar          | سخت                                  |
| kaδ          | وقتی                            | wxazag          | خواستار                              |
| aδuren       | آتش، سورانی آور                 | Wxarind         | خورنده                               |
| Zawar        | نیرو                            | darden          | دردمند                               |
| az           | من                              | šiftn           | شیری                                 |
| tu           | تو                              | ispurrig        | پر، کامل                             |
| ho           | او                              | Wxardig         | غذا، هورامی وردنvrdan، بلوچی vardag* |
| ašma         | شما هورامی، زازکی اشما          | gyanBar         | جانور، پهلوی ساسانی gyanvar          |
| bizishk      | پزشک                            | Parwan          | در مقابل                             |
| božah*       | نجات بده، سورانی بژی، بوژان نوه | Kisht           | کاشتن                                |
| čawāγōn      | چنان                            | Wišad           | گشاد، gaša سورانی                    |
| Wažard       | گزاردن                          | wiγrad          | بیدار، اوغری، وریا گویش سورانی*(γغ)  |
| Išnud        | شنید                            | Xird            | خرید، سورانی، کریی                   |
| droγ*        | دروغ (γغ)                       | awistad         | ایستاد، سورانی اوستا                 |
| Ke           | کسی که                          | Košad           | کوشیدن                               |
| che          | چیزی که                         | tirsad          | ترسیدن                               |
| chiš         | چیزی                            | boxš            | بخشیدن                               |
| ane          | دیگر                            | sarδ            | سال                                  |
| chwand       | چند                             | žan             | زن                                   |
| bid          | دیگری                           | rahy            | راه                                  |

*صامت(γغ) در پهلوی اشکانی که به جای صامت (گg) به کار می‌رود
* در لهجه اردلانی واژه ای به نام hamag همه، همو وجود ندارد
*در گویش اردلانی واژه بژی وجود ندارد این واژه اشکانی است.
*پور. (اِ) در اوستا و پارسی باستان پوثره و در سانسکریت پوتره و در پهلوی پوس و پسر و پوهر و پور و در کردی کورkur، در زازاکی پسpes
- خوردن در بعضی لهجه‌های کرمانجی به صورت وخاردنwxarden است.

## بررسی لغوی و دستوری گویش اردلانی با سایر گویش‌های کردی
واژه‌های مربوط به وابستگی خویشاوندی که در گویش اردلانی رواج دارند:
| فارسی              | اردلانی         | آوانوشت             | آوانوشت     |
| زن                 | ژن              | Zhn                 | Žen         |
| مرد                | پیاگ            | Piag                | Piyāg       |
| پدر                | باوک            | Bawk                | Bāwk        |
| مادر               | دایک، دایه، آمه | Daik,Daya,Ama       | Dāyk        |
| برادر              | برا             | Bra                 | Berā        |
| خواهر              | خوِشک            | khueshk             | Xwišek      |
| پدربزرگ            | باوه            | Bawa                | Bāwa        |
| فرزند دختر (نوه)   | کَنیشکه‌زاگ       | Kanishkazag         | Kanishk zag |
| مادربزرگ           | دایه گَوره، آمه  | Daya gawra, Ama     | Daya gura   |
| برادر زن           | ژن برا          | Zhn bra             | Žen bra     |
| عمو                | مَمُو، ماموُ       | Mamo                | Mamo        |
| عمه، خاله          | میمک            | Mimk                | Mimek       |
| دایی               | خاڵۆ            | khalo               | Xāllo       |
| برادر شوهر         | هِوَر             | Hewar               | hewar       |
| داماد              | زاوا            | Zawa                | Zāwā        |
| عروس               | وَوی             | Wawi                | Wawi        |
| زن عمو             | ماموُژن          | Mamo zhn            | Mamo žen    |
| زن دایی            | خاڵوُژن          | khalo zhn           | Xāllo žen   |
| شوهر خاله و عمه    | شومیمک          | Shu mimk            | Šu mimek    |
| ناپدری             | باوه‌پیاره       | Bawa piara          | Bawa- piara |
| زن برادر           | براژن           | Bra zhn             | Berā žen    |
| خواهر شوهر         | دوش             | Dush                | duš         |
| هم عروس            | هاو وَوی، هِوَر ژن | Haw wawr, Hewar zhn | Hewar       |
| باجناغ             | هاوزاوا         | Haw zawa            | Hāw zāvā    |
| پسر، دختر عمو      | آمُزاگ           | Amo zag             | āmozāg      |
| نامادری            | باوه‌ژن          | Bawa zhn            | bawa- žen   |
| پسر دایی           | خاڵوُزاگ         | Khalo zag           | Xāllozāg    |
| نوه                | نوا             | Nawa                | Nawa        |
| پسر و دخترخاله     | میمکَزاگ         | Mimkazag            | Mimkazāg    |
| فرزند پسر (نوه)    | کوڕه زاگ        | kura zag            | Kura zag    |
| پسر و دختر عمه     | میمکَزاگ         | Mimka zag           | Mimkazāg    |
| مادر زن، مادر شوهر | خَسو             | Khasu               | Xasu        |
| پدر زن، پدر شوهر   | خَزوره           | Kazura              | Xazura      |
| برادر زاده         | برازاگ          | Bra zag             | Berāzāg     |
| خواهر زاده         | خویشکَزاگ        | Khushka zag         | Xwishikzāg  |

## بررسی گویش اردلانی ازلحاظ اتیمولوژی (ریشه‌شناسی) و تحول آوایی
ویژگی‌های منحصربه فرد گویش گویش اردلانی
۱-حفظ پیشوند فعل / a/پارسی هخامنشی از «*اَتَـ» زبان ایران باستانی را به عنوان نشان استمرار
۲-حفظ (گ g)پسوند دوره میانه زبان‌های ایرانی
۳- حفظ خوشه آوایی(ay) در پایان افعال زبان پارسیگ ساسانی
۴-حفظ (ت) دوره پارسی هخامنشی
۵- تحول آوایی و دگرگونی صامت (د) به (ی) در پارسی هخامنشی و ساسانی
* /z/* ایرانی آغازین که باقی مانده/ģ/* هندواروپایی است؛ در پارسی باستان تبدیل به/d/ شده و در زبانهای ایرانی جنوب غربی، مانند فارسی، و همچنین گویش‌های کردی اردلانی و کرمانجی در موقعیت میان واکه ای تبدیل به/y/ و یا/h/ می‌شود؛ اما در اوستایی و زبانهای ایرانی شمال غربی، از جمله گویشهای گورانی، سورانی و زازا به همانصورت/z/ باقی مانده‌است (پاول۱۷۰:۱۹۹۸)
۶- تحول نشان جمع gan زبان ساسانی به کانkan
۷- تحول آوایی rd به l
۸- تحول آوایی v به g در دوره میانه زبان پارسیگ ساسانی
اگر مصوت پس از و (v)آغازی یا ə یا u یا a باشد در تحول تاریخی به گ (g) تبدیل گردد و مصوت بعد ازv به o بدل می‌شود؛ مانندgo=vi ,go =vu ,go =və.
اتیمولوژی (ریشه‌شناسی) و تحول آوایی گویش اردلانی
۱-هیشتنhishten، اهیلی، ایلیaely، بلاbelaبه معنی اجازه دادن
ریشهٔ باستانی *hardz- در زبان‌های ایرانی به معنی «رها کردن» و «به پیش فرستادن» است. این ریشه در زبان اوستایی به صورت harz- ضبط شده‌است و در زبان فارسی باستان به صورت hard- (دقّت شود به تمایز z در زبان‌های شمال غربی و d در بان‌های جنوب غربی ایرانی). ریشهٔ مزبور به مرور زمان دستخوش تغییرات معناشناختی گردیده و معانی مزبور را در زبان‌های مختلف ایرانی نوین به خود می‌گیرد: «عفو کردن»، «روانه کردن»، «اجازه دادن» و «پرتاب کردن».
در این میان معنای «اجازه دادن» یا «گذاردن» نمود بیشتری دارد. در پارسی هخامنشی هیشتن به معنای دستور دادن و اجازه دادن و در پارسیگ ساسانی به عنوان زادهٔ مستقیم زبان پارسی باستان، این ریشه با تحول rd به l، که به زعم زبان شناسان مخصوص زبان‌های ایرانی جنوب غربی است، از hard- به صورت hil- درآمده و در فارسی کلاسیک (متون ادبی قرون اولیهٔ پس از اسلام) به صورت «هلـ» از ریشهٔ «هلیدن» یا «هشتن» حفظ می‌گردد در گویش اردلانی نیز اهیلی و ایلی به معنای اجازه دادن می‌باشد.
در کردی گویش اردلانی «بِلا» و مازنی «بهِل» (به معنی «اجازه بده»، «بگذرا») و بلوچی «ایلَگ» به معنی «گذاشتن» است.
همچنین هیشن(hishten) در کرمانجی و گویش اردلانی به معنی اجازه دادن است. در این میان ولی زبان‌هایی شمال غربی نزدیک به زبان‌های مادی- اشکانی که کم‌تر با پارسی سر و کار داشته‌اند یا به نحوی ایزوله بوده‌اند صورت اصیل باستانی این فعل را حفظ کرده‌اند: زازایی «اَرزهَ»، به معنی «پرتاب کن»، هورامی «بازهَ»، به معنی «اجازه بده» و تالشی «هَرزـ» در مقام ریشهٔ مضارع، سورانی «واز» به معنی اجازه دادن همچنین در زبان فارسی نو نیز ریشه واژه (بزار، وزار، گذار) به معنی گذاشتن، قرار دادن و اجازه دادن، که ریشه آنها به دسته زبانهای شمال غربی ایران یعنی (پارتی اشکانی _ مادی) برمی گردد.
۲- awas: آبستن
فارسی میانهābus» آبستن «(مکنزی۱۳۷۳ :۳۲) > فارسی باستان*ā-puça-، از ایرانی‌باستان*ā-puθra-» پسردار، با پسر «بسنجید با: اوستاییpuθra-» پسر «فارسی باستانpuça-، سنسکریت.putrá- در گویش اردلانیāw فارسی میانه و āw تحول یافته ازāb بهawتبدیل شده‌است، مانند فارسی میانه *ābūd < گویش اردلانیawī» شد «awas در گویش اردلانی بازمانده صورت پارسی باستان است که صورت جنوب غربی واژه محسوب می شود و در لری لرستانی به صورتowes  و در لری بختیاری(awosایزدپناه1381 :40)و در خوانساری به صورتōwis (آ یلرس1976 :198)با همین معنی باقی مانده است. اما معادل شمال غربی واژه را که از صورت*ā-puθra- تحول یافته است، در برخی از گویش‌های شمال غربی می بینیم : نایینی‌āur»آبستن «(ستوده1365 :1) ، هورامی‌āwir »آبستن «( هر دو> *ābuhr > *ā-puθra-).ساخت دیگری از این واژه را در پارتی به صورتbrbwhr [barabuhr] »آبستن« ( هنینگ1937) می‌بینیم، که بازمانده ایرانی باستان*bara-puθra- »برنده پسر، پسردار« است و در ختنیbaravirna- و در سغدیβrpšh (قریب1374 :2767)شده است. بازمانده این واژه در زبان آذری هرزنی به صورتbaravör »آبستن «(کارنگ1333 :38) باقی مانده است.
۳_ gyan :جان
فارسی میانه gyān» جان «(مکنزی۱۳۷۳ :۸۲) > ایرانی باستان*ṷi̭ānā-» جان «اسم از پیشوند u̯ i- و ریشهan-» دم زدن، نفس کشیدن، «بسنجید با: ریشه سنسکریتan-» نفس کشیدن «اوستاییviyānā-» جان «، ånti-» دم، دم زدن «)(بارتلمه۱۹۰۴: ۳۵۸، ۱۴۷۸). صورت پارتی واژه نیزgiyān» جان «است (بویس۱۹۷۷ :۴۳)که برابر آن در برخی از گویش‌های شمال غربی باقی مانده‌است: هورامی giān (مکنزی۱۹۶۶ :۹۶)، در گویش اردلانی و سورانیgyān، خوانساریgiyun(اشرفی خوانساری۱۳۸۳ :۳۰۸)، (آیلرس۱۹۸۸ :۳۱۶)، آذری هرزنیgun همه به معنای» جان «(کارنگ۱۳۳۳ :۴۹)
۴_ dâyek :مادر
> ایرانی باستان*dāi̭a-، اسم از ریشه(*dai)-» شیر دادن «سنسکریتdhā/dhay-» شیرمکیدن «در اوستایی از این ریشه صفتdaēnu-» ماده «داریم که در واژه مرکبuštra.daēnu-» شتر ماده «به کار رفته‌است. برابر این صورت را در ختنی dīnū-» گاوماده «و خوارزمی(δyn)» زن «می‌بینیم (مایرهفر۱۹۹۲ :۷۷۵). صورت فارسی میانه dāyag وفارسی» دایه «بازمانده ایرانی باستان*dāi̭a-ka- هستند. هم ریشه‌های واژه در دیگرزبان‌های هندواروپایی چنین هستند :لتویاییdêju» می‌مکم «اسلاوی کلیسایی‌کهنdojǫ» شیر دادن «لاتینی fēlāre» شیر دادن «،fēmina» زن «یونانی‌θησθαι» مکیدن «،
نورسی کهنdīa» مکیدن «(همان‌جا؛ پوکورنی ۱۹۴۹ :۲۴۱) برابر واژه را در دیگر گویش‌های ایرانی نیز می‌بینیم: در گویش کردی اردلان سنندج دایکdayek، در گویش لکی و کلهری کرمانشاه دالگ لری لرستانیdâ» مادر «(ایزدپناه ۱۳۸۱ :۹۴) لری بویراحمدی dey» مادر «هورامیada» مادر «کردی سورانیdāēk» مادر «.
۵- dukal:دود
ایرانی باستان*dūta- از ریشه*dū- > هندواروپایی آغازین *dhuH-» دود کردن؛ نفس نفس زدن «ساخته شده‌است. از ریشه هندواروپایی آغازین در سنسکریتdhūmá-» دود «اوستاییdvanman-» ابر «ختنیdumä-» دود «و خوارزمی‌δwd» دود «(بنتسینگ ۱۹۸۳ :۲۶۲) باقی مانده‌است. در گویش اردلانی دود به صورت دوکل dukal که به صورت هند و اروپاییdhuh نزدیک است. واژه‌های هم ریشه آن در دیگر زبان‌های هندواروپایی چنین است: لیتوانیاییdū́mai» دود «َ، لتویاییdũmi» دود «هیتیtuhhae» دود کردن «یونانی θυμός» ذهن، نیروی ذهنی «لاتینی fūmus» دود «(مایرهفر۱۹۹۲ :۷۹۵).
۶_tâši ،(تاش، تاشی)، تراشیدن، کوتاه کردن
/tâši /هرس کردن درخت>ایرانی باستان*taš-» ساختن، شکل‌دادن، بریدن «>‌هندو اروپایی ktet» شکل‌دادن، ساختن از طریق بریدن «(چئونگ ،۲۰۰۷ :۳۸۵ .)بسنجید با: اوستاییtaš-»، ساختن بریدن «(بارتلمه ۱۹۰۴ :۶۴۴) سنسکریتtaks-» شکل‌دادن، خلق کردن؛ بریدن «(ویتنی۱۸۸۵ :۵۹)فارسی میانهٔ زردشتیtāšīdan ,tāš-» بریدن، تراشیدن، آفریدن «(مکنزی۱۳۷۹ :۱۴۶)، ختنیttäš-» بریدن «(امریک۱۹۶۸ :۳۸)، سغدیtaš-» بریدن، تراشیدن «(قریب ۱۳۷۴ :۹۵۰۰)، فارسی» تراشیدن، تراش- «. /tâši / در گویش اردلانی و کردی در نقش در فعل tâši» پیراستن، کوتاه کردن، تراشیدن «
۷-tureya توریا، قهر کردن، دوری دو شخص، فرار کردن با قهر
ماده ماضی جعلی> turəst- ماده مضارعtur>ایرانی باستان*θtur/aru*» شتاب کردن، عجلهکردن «>‌هندواروپاییertu*» راندن، مجبور کردن «)چئونگ ،۲۰۰۷ :۳۹۹(در گویش اردلانی توریا، توریاگ، توریاو، به معنی قهر کردن دو فرد که باعث دوری ان دو بشود، بسنجید با :اوستاییθβāša-»، شتافته، سریع «پارتیniδfār-» شتاب کردن «) دورکین-، مایستر ارنست۲۰۰۴ :۲۵۲(سغدیpδβ’r-» شتاب کردن، شتابیدن «)، قریب۱۳۷۴ :۶۷۸۷(فارسی» توریدن «به معنی» رمیدن «این ریشه در چند گویش دیگر ایرانی نو هم دیده می‌شود: انارکیturr-، گزیtur- /turā» شروع به چرخیدن کردن «)نک :چئونگ ،۲۰۰۷:۳۹۹.(واژة کردی سورانی tura به معنی» عصبانی، «ظاهراً از همین ریشه مشتق شده‌است.
۸-tasa تاسه، تاسه بار، تنهایی، دوری، دلتنگی
《تاسه tasa 》در گویش اردلانی به معنی دلتنگی و دوری در برابر واژه 《تام مزرو، tam mazro》 در گویش سورانی قرار دارد
/tâm /ساکت، صدا>ایرانی باستان*tam-» ضعیف شدن، خسته شدن «>‌هندواروپایی*tem-» ضعیف شدن، خسته شدن «(چئونگ ،۲۰۰۷ :۳۷۶). بسنجید با: پارتیtām-» خفه شدن، بندآمدن «(دورکین ـ مایستر ارنست ـ۲۰۰۴ :۳۲۱)، ختنی ـttāma» خسته «،pätem-» متحیرماندن «،bitam» شک داشتن، متحیر ماندن «(امریک۱۹۶۸ :۸۳٬۹۵)، سغدیpt’’m» بیهوش، گیج «(قریب۱۳۷۴ :۷۵۴۵) خوارزمیprc’s-» خسته شدن «(صمدی۱۹۸۶ :۱۵۱). برابر این ریشه را در فارسی در مصدر» تاسیدن «(بازمانده مادة آغازی از این ریشه ـ :tā-sa-*)برابر این ریشه در فارسی مصدر «صفت مفعولی» تاسیده «به معنی» کوفته، خسته «(دهخدا۱۳۷۷: ۴/ ۶۲۶۸)میتوان یافت. همچنین درفرهنگ‌های فارسی، یکی از معانی» تاسیدن «عبارت است از» خفه شدن صدا و به زحمت شنیده شدن آن «(انوری۱۳۸۱: ۳/ ۱۵۷۹)که بامعنای/tâm / در گیلکی و زبان‌های شمال غربی برابری دارد.
/tâm / در گیلکی و زبانهای شمال غربی در نقش همراه در دو فعل مرکبtâm mzro» ساکت شدن «ونیزtâm-a gitən» ساکت کردن «کاربرد دارد:ساکت شو tâm bəzənبچه را ساکت کن zək-ə tâm-a gir
قابل ذکر است که از ریشهٔ ایرانی باستان*tam -، واژه /*tā-s-aya-na> /tâsyânبه مفهوم» خالی بودن جای کسی «یا» اندوهگین شدن از نبود کسی که در گویش اردلانی این معنا به کار می‌رود در حالی که در گویش سورانی از واژه tam mazro/تام مزرو /استفاده می‌شود. واژه فوق، نیز» تاسیدن «را از ریشهٔ*tās-/tā-s-» خسته شدن «*tā- از ریشه بهٔ*tan-)> در هند و اروپایی ـ*ten-»، تنیدن، پیچیدن، کشیدن «مربوط دانسته‌است.